# Ludwig van Beethoven

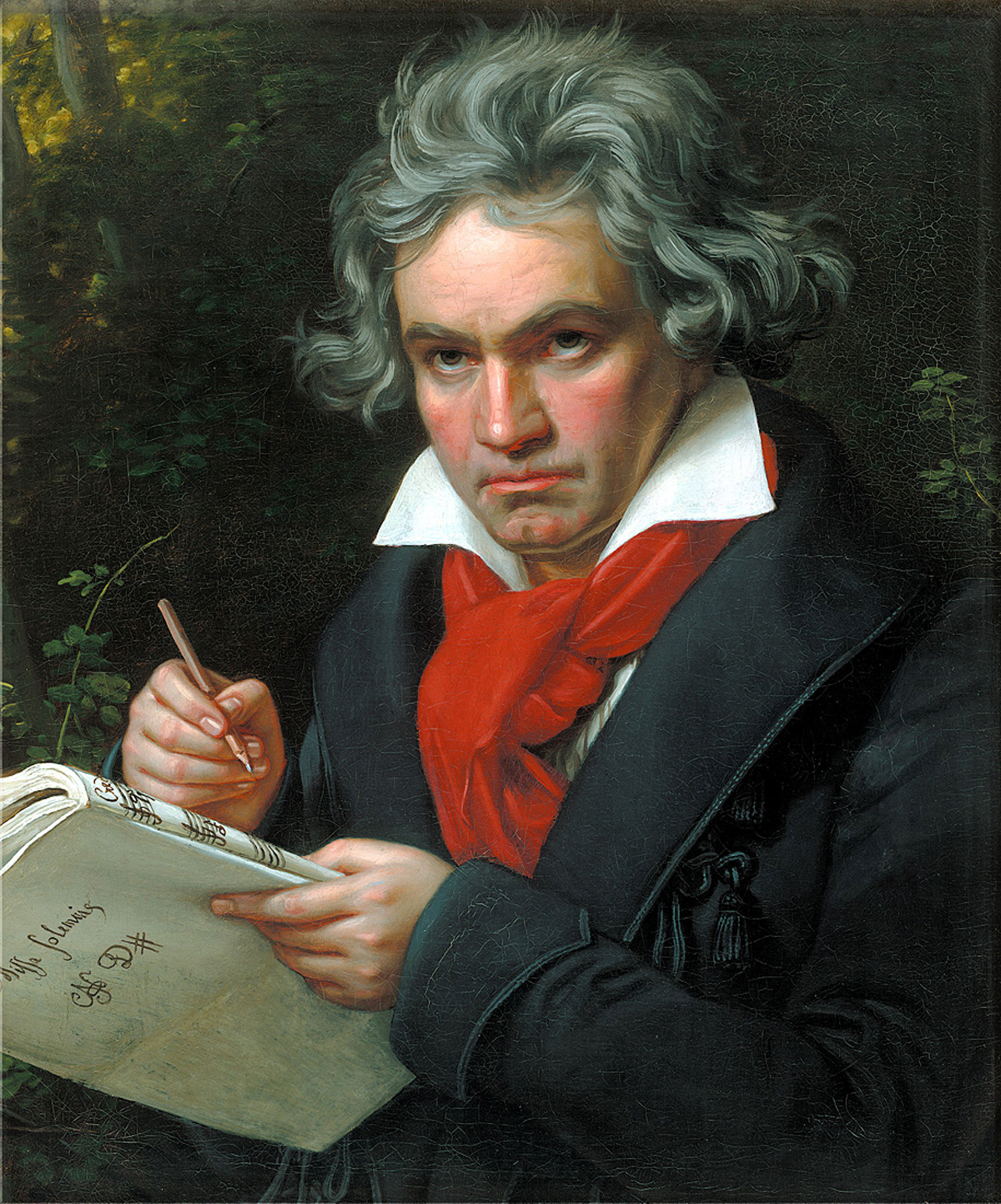
Ludwig van Beethoven (1770–1827); idealisierendes Gemälde von Joseph Karl Stieler, ca. 1820

Ludwig van Beethoven [fʌn ˈbeːtˌhoːfn̩] (getauft am 17. Dezember 1770 in Bonn, Haupt- und Residenzstadt von Kurköln; † 26. März 1827 in Wien, Kaisertum Österreich) war ein deutscher Komponist und Pianist. Er führte die Wiener Klassik zu ihrer höchsten Entwicklung und bereitete der Musik der Romantik den Weg. Er wird zu den überragenden Komponisten der Musikgeschichte gezählt.
Zu Beginn seiner musikalischen Laufbahn machte sich Beethoven zunächst als Klaviervirtuose einen Namen. Zu seinen Stärken gehörte das freie Improvisieren und Fantasieren auf dem Instrument. Nach dem Umzug von Bonn nach Wien führte ihn sein Talent bald in die höchsten gesellschaftlichen Kreise der habsburgischen Metropole. Ein Gehörleiden, das sich im Laufe der Zeit zur fast völligen Taubheit verschlimmerte, setzte seiner Karriere als Pianist ein vorzeitiges Ende. Die Krankheit löste eine Krise aus, über die Beethoven 1802 in seinem Heiligenstädter Testament Zeugnis ablegte. Beethoven pflegte vielerlei Kontakte zu Frauen aus seinem Umfeld. Berühmt ist sein 1812 geschriebener Brief an die unsterbliche Geliebte, deren Identität bis heute nicht zweifelsfrei geklärt ist.
Mit der Verschlechterung seines Gehörs konzentrierte sich Beethoven mehr und mehr aufs Komponieren. Während andere Komponisten ihre Werke oft schnell zu Papier brachten, rang Beethoven um jede Note. Immer wieder wurde nachgearbeitet und verbessert. In den meisten musikalischen Gattungen und Besetzungen, zu denen Beethoven Kompositionen beitrug, gehören seine Werke zu den wichtigsten ihrer Art, namentlich die 9 Sinfonien, die 32 Klaviersonaten, Klaviervariationen, die 5 Klavierkonzerte, ein Violinkonzert, die 16 Streichquartette und die Große Fuge, weitere Kammermusik wie die Klaviertrios, Violin- und Violoncellosonaten. Wichtige Vokal- bzw. Bühnenwerke sind der Liederzyklus An die ferne Geliebte, die einzige Oper Fidelio und die Missa solemnis. Beethoven ist seinem Anspruch, ein bleibendes musikalisches Werk für die Nachwelt zu hinterlassen, gerecht geworden. Seine Popularität ist ungebrochen, und heute gehört er zu den meistgespielten Komponisten der Welt.

## Herkunft des Familiennamens
In niederländischen Familiennamen – in den Spanischen beziehungsweise Österreichischen Niederlanden ebenso wie in der Republik der Vereinigten Niederlande – bezeichnet der Zusatz „van“ den Herkunftsort des Namensträgers und ist kein Adelsprädikat. Dessen ungeachtet hielt Beethoven sich durchaus für adlig. Das zeigte sich, als eine Rechtssache gegen seine Schwägerin in Österreich wie selbstverständlich vor einem für den Adel zuständigen Gericht verhandelt werden sollte. Nachdem er seine im Lauf des Verfahrens angezweifelte adlige Herkunft nicht nachweisen konnte, sah sich das Gericht nicht mehr für zuständig und die Sache ging vor ein bürgerliches Gericht. Das entschied dann zwar die Rechtssache zu seinen Gunsten, doch war Beethoven nachhaltig gekränkt, da man ihm seinen vorgeblich adligen Stand abgesprochen hatte. Der Name „Beethoven“ bezieht sich vermutlich auf die kleine Ortschaft Bettenhoven (Bettincourt) in der Region Hesbaye, die jetzt zur Gemeinde Waremme in der Provinz Lüttich zählt. Die Landschaft Betuwe wird alternativ ebenfalls mit dem heute berühmten Namen verbunden.
Im späten 15. Jahrhundert lebte ein gewisser Jan van Bettehove (1485–1571) in Kampenhout bei Mechelen, Ludwigs vermeintlicher (siehe unten) Vorfahr in siebenter Generation. 1595 wurde Josyne van Beethoven, ebenfalls aus Kampenhout stammend und vermeintliche Vorfahrin Ludwigs, als Hexe auf dem Scheiterhaufen auf dem Grand-Place in Brüssel verbrannt.

## Leben

### Bonn (1770–1792)

#### Herkunft und Familie

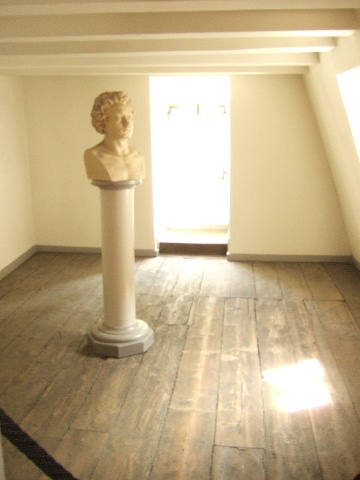
Beethovens Geburtszimmer im Beethoven-Haus, Bonn (Foto aus dem Jahr 2009)

Ludwig van Beethovens „juristische“ väterliche Vorfahren (d. h. lt. Eintragungen in den Kirchenbüchern) stammten aus Mechelen (heute in Belgien), dem Sitz des Erzbischofs der Österreichischen Niederlande; allerdings belegt eine neuere Genomanalyse, dass das Erbgut von heute lebenden Verwandten auf eine außereheliche Beziehung in Beethovens väterlicher Linie hindeutet. Mit seinem angeblichen Großvater Ludwig van Beethoven (1712–1773) brachte die Familie erstmals einen Musiker hervor. Er wurde 1733 als Basssänger an den kurkölnischen Hof nach Bonn berufen. 1761 ernannte ihn Kurfürst und Erzbischof Maximilian Friedrich zum Hofkapellmeister. Ludwigs angeblicher Sohn Johann (* ca. 1740; † 18. Dezember 1792) wurde Tenorsänger an der Hofkapelle und erwarb sich darüber hinaus Ansehen als Musiklehrer. Am 12. November 1767 heiratete er die früh verwitwete Maria Magdalena Leym geb. Keverich (* 19. Dezember 1746), Tochter eines kurtrierischen Oberhofkochs, deren Vorfahren von der Mosel stammten. Aus der Ehe gingen sieben Kinder hervor, von denen drei das Säuglingsalter überlebten: Ludwig, Kaspar Karl (getauft 8. April 1774) und Nikolaus Johann (getauft 2. Oktober 1776). Die Geburt eines Bruders gleichen Namens Anfang April 1769 trug später zu Ludwig van Beethovens Verunsicherung über sein tatsächliches Alter bei.
Als zweites Kind wurde Ludwig van Beethoven am 17. Dezember 1770 in der damaligen St.-Remigius-Kirche am Remigiusplatz getauft; das Gotteshaus brannte 1800 ab und ist nicht mit der heutigen St.-Remigius-Kirche an anderer Stelle zu verwechseln. Geboren wurde er wahrscheinlich am 16. Dezember in der Wohnung der Familie im Haus Nr. 515 (heute Haus Nr. 20) in der Bonngasse.
Obwohl Beethoven erst drei Jahre alt war, als sein Großvater am 24. Dezember 1773 starb, verklärte er ihn zur Identifikationsfigur der Familie.

#### DNA-Sequenzierung im Jahr 2023:Beethoven war gar kein Beethoven
Eine DNA-Sequenzierung von Beethovens Haarsträhnen durch ein internationales Forscherteam unter anderem der Cambridge University und des Max-Planck-Instituts für evolutionäre Anthropologie (MPI EVA) in Leipzig, deren Ergebnis am 22. März 2023 international vorgestellt wurde, stellt fest, dass Beethoven biologisch gesehen kein Beethoven ist. Johannes Krause vom MPI EVA erklärte gegenüber der Frankfurter Allgemeinen Zeitung: „Wir haben die Y-Chromosomen von fünf heute lebenden Familienmitgliedern der van Beethovens analysiert. Ihr Y-Chromosom belegt ihre gemeinsame Verwandtschaft.“ Zudem lässt sich ihre Linie über Taufbücher in den Archiven über die väterliche Linie bis ins 16. Jahrhundert zurückverfolgen, wo sie sich mit der Linie, die zu Ludwig van Beethoven führt, kreuzen. Es sind also „echte Beethovens“. Nur das Genom des Komponisten selbst passt nicht in diese Linie. Es unterscheidet sich zu stark. „Wir sehen: Ludwig van Beethoven ist mit ihnen nicht in direkter Linie verwandt.“ Irgendwann in den sieben Generationen vor Beethovens Geburt müsse es einen Seitensprung gegeben haben. „Ob Beethoven selbst ein Kuckuckskind war, oder sein Vater, Großvater oder Ur-Urgroßvater das Kind einer außerehelichen Beziehung, können wir allerdings nicht sagen.“ Tatsächlich weist das Erbgut Ludwig van Beethovens eher eine Ähnlichkeit mit dem von Einwohnern des heutigen Nordrhein-Westfalen auf. Bekannt ist allerdings, dass der Taufschein von Beethovens Vater Johann nicht auffindbar ist und Beethoven seinen – nominellen – Vater verachtete. In frühen Konversationslexika von Brockhaus (bis in die fünfte Auflage) und Fayolle wurde Beethoven zu Lebzeiten als außerehelicher Sohn von König Friedrich Wilhelm II. von Preußen – dem er seine beiden Sonaten für Klavier und Violoncello op. 5 widmete – verzeichnet, was der Komponist erst kurz vor seinem Tod eher unwillig in einem Brief dementierte.

#### Ausbildung und Erziehung
Johann van Beethoven erkannte früh die außerordentliche Begabung seines Sohnes und sorgte für eine solide Musikausbildung, an der auch Kollegen der Hofkapelle mitwirkten: der Hoforganist Gilles van den Eeden, der Sänger Tobias Pfeiffer, die Violinisten Franz Georg Rovantini, Franz Ries und andere. Über Johann van Beethovens Unterricht sind gewalttätige Übergriffe auf seinen Sohn überliefert, ob sie regelmäßig oder vereinzelt stattfanden, ist unklar. Mit sieben Jahren trat Beethoven zum ersten Mal öffentlich als Pianist auf.
1782 trat der Komponist und Kapellmeister Christian Gottlob Neefe die Nachfolge van den Eedens als Hoforganist an. Neefe erteilte Beethoven zeitweise Klavier- und Kompositionsunterricht und vermittelte die Veröffentlichung erster Klavierkompositionen: Variationen über einen Marsch von Dressler WoO 63 und die drei sogenannten Kurfürstensonaten WoO 47. Ob ihm die herausragende Rolle als Lehrer Beethovens zukommt, die ihm in der Literatur zugeschrieben wurde, ist zweifelhaft. 1782 wurde Beethoven Stellvertreter Neefes an der Orgel, zwei Jahre später erhielt er eine feste Anstellung als Organist. Darüber hinaus wirkte er als Cembalist und Bratschist in der Hofkapelle. Ein Freund und Komponist, der ebenfalls dort musizierte, war Anton Reicha. Im Zusammenhang mit einer Neuorganisation der Hofmusik durch Maximilian Franz, den Nachfolger des verstorbenen Kurfürsten Max Friedrich, kam es 1784 zum Bruch zwischen Beethoven und Neefe.
Beethovens Schulbildung ging über Grundlegendes wie Lesen, Schreiben und Rechnen kaum hinaus. Zusätzlich erhielt er zeitweise Privatunterricht in Latein, Französisch und Italienisch. Geistige Anregung erhielt er darüber hinaus von Freunden aus Bonner Bürgerkreisen, besonders von dem Medizinstudenten und späteren Arzt Franz Gerhard Wegeler sowie von der Familie der Witwe Helene von Breuning, zu der Beethoven eine geradezu familiäre Beziehung pflegte. Die Freundschaft zu Wegeler und zu Stephan von Breuning dauerte trotz gelegentlicher Krisen lebenslang.
Am Hof des Kurfürsten Maximilian Franz herrschte ein liberales Klima. Aufklärerisches Gedankengut wurde u. a. in den Kreisen des Illuminatenordens, einer der radikalen Aufklärung verpflichteten Geheimgesellschaft, gepflegt. Zahlreiche Hofmusiker waren Mitglied der Bonner Loge, der Neefe vorstand. Nach dem Verbot der Illuminaten 1785 sammelten sich ihre Bonner Mitglieder in der 1787 gegründeten Lese- und Erholungsgesellschaft. Durch den an der Bonner Universität lehrenden Eulogius Schneider kam Beethoven auch früh mit den Ideen der Französischen Revolution in Berührung. Der Einfluss der Philosophie Immanuel Kants auf Ludwig van Beethoven ist Gegenstand gelehrter Erörterungen.

#### Studienreise nach Wien
1784 schrieb Neefe über Beethoven, er werde „gewiß ein zweyter Wolfgang Amadeus Mozart werden, wenn er so fortschritte, wie er angefangen“. Bei Maximilian Franz, Kurfürst seit 1784 und erklärter Liebhaber der Musik Mozarts, traf diese Einschätzung auf fruchtbaren Boden. Ende Dezember 1786 brach Beethoven zu einer von Max Franz geförderten Reise nach Wien auf, um Kompositionsschüler Mozarts zu werden. Als er nach etwa dreimonatigem Aufenthalt die Rückreise antrat, unterbrach er diese mehrfach, um in Regensburg, München und Augsburg Station zu machen. Im Mai 1787 kehrte er nach Bonn zurück. Es ist nicht bekannt, ob es überhaupt zu einer Begegnung mit Mozart kam; für einen Unterricht durch das Vorbild fehlt jeder Beleg, und der Kurfürst zeigte sich von den Ergebnissen der Reise entsprechend enttäuscht. Der Grund für das Scheitern des Plans ist unklar.

#### Letzte Bonner Jahre und Abschied von Bonn
Zurück in Bonn traf Beethoven auf eine dramatisch veränderte familiäre Situation. Der Gesundheitszustand der an der „Schwindsucht“ erkrankten Mutter hatte sich in kritischer Weise verschlechtert. Sie starb am 17. Juli 1787. Der Vater verlor zunehmend die Kontrolle über seinen ohnehin hohen Alkoholkonsum, sodass er schließlich nicht mehr in der Lage war, für seine drei Söhne zu sorgen. 1789 wurde er vom Dienst suspendiert, und Ludwig als ältester Sohn erhielt die Verfügungsgewalt über die Hälfte der Pension des Vaters, wodurch ihm faktisch die Rolle des Familienoberhauptes zufiel.
Mitte September 1791 kam Beethoven als Organist und Bratschist der Bonner Hofkapelle zu einem Generalkapitel des Deutschen Ordens nach Mergentheim und Aschaffenburg. Die kurkölnische Hofkapelle reiste auf zwei Schiffen den Rhein und den Main bis Miltenberg. Beethoven, von seinen Freunden seines bräunlichen Teints und der schwarzen Augen wegen Spagnol genannt, agierte hierbei als Küchenjunge. Von Miltenberg ging es mit der Kutsche weiter nach Mergentheim, wo sich Beethoven bis Ende Oktober 1791 aufhielt.
Durch seinen Eintritt in den Deutschen Orden kam der aus Wien stammende Graf Ferdinand Ernst von Waldstein nach Bonn. Er wurde Beethovens erster adeliger Förderer, regte ihn zu Kompositionen an, so zur Musik zu einem Ritterballett WoO 1 und zu den Variationen über ein Thema von Graf Waldstein WoO 67, und nutzte seinen Einfluss auf den Kurfürsten, um ihn zur Fortsetzung der Förderung Beethovens zu bewegen.
Als im Juli 1792 Joseph Haydn auf dem Rückweg einer Englandreise in Bonn Station machte, wurde ein zweiter Studienaufenthalt Beethovens in Wien vereinbart. Mozart war Ende 1791 überraschend gestorben und Beethoven sollte nun – nach einem Stammbucheintrag Waldsteins – „Mozart’s Geist aus Haydens Händen“ erhalten. Anfang November 1792 brach Beethoven nach Wien auf.

### Erste Wiener Dekade (1792–1802)

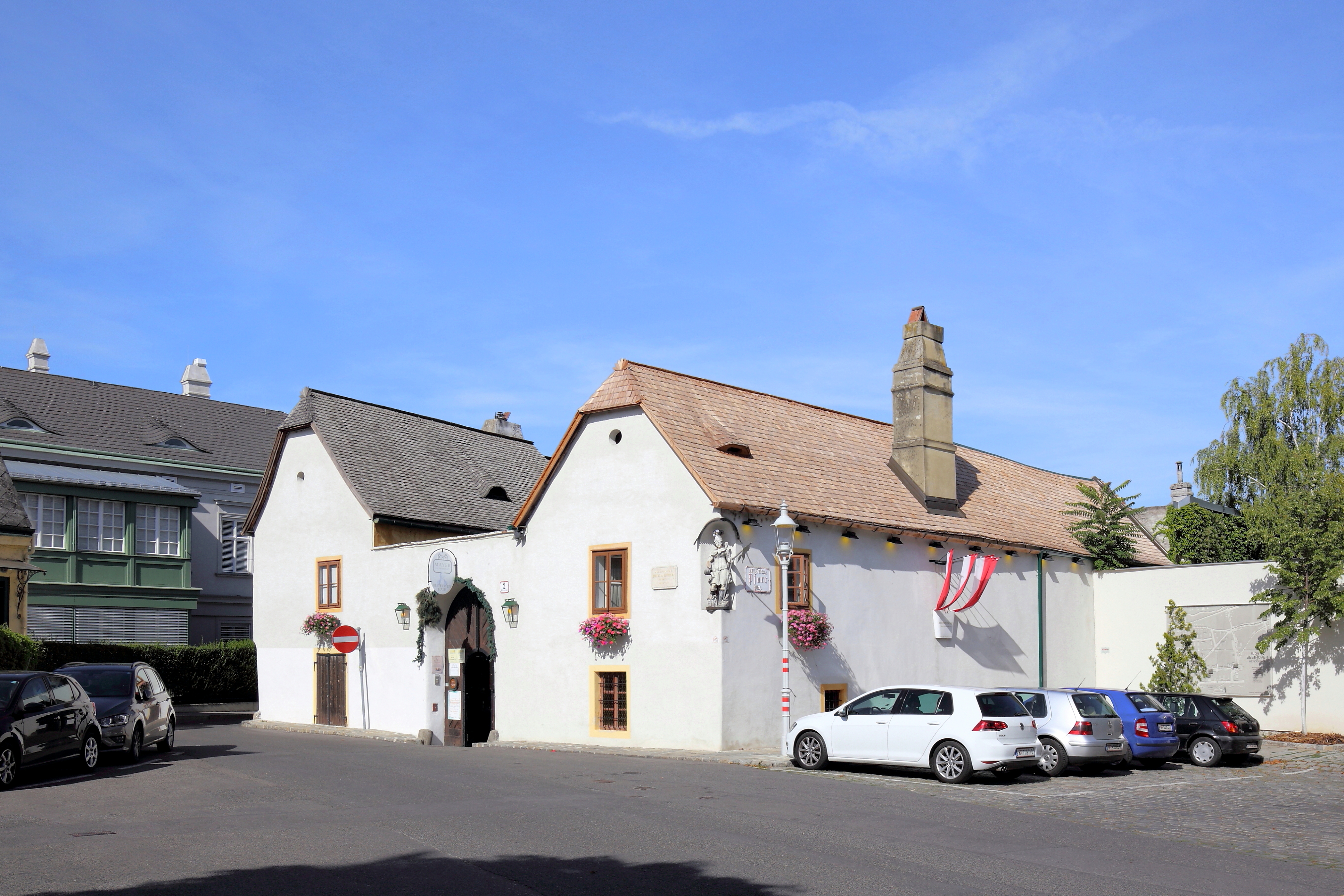
Einer der zahlreichen Wohnorte Beethovens in Wien (Sommer 1817)

#### Neuorientierung
Eine Folge von Ereignissen bewirkte, dass aus Beethovens Studienreise nach Wien ein dauerhafter und endgültiger Aufenthalt wurde. Kurz nach Beethovens Ankunft, am 18. Dezember 1792, starb sein Vater. 1794 besetzten französische Truppen das Rheinland, und der kurfürstliche Hof musste fliehen. Damit war Beethoven nicht nur der Boden für die Rückkehr nach Bonn entzogen, auch die Gehaltszahlungen des Kurfürsten blieben nun aus. Im Frühjahr 1794 siedelte sein Bruder Kaspar Karl nach Wien über, im Dezember 1795 folgte auch Bruder Johann.
In Wien fand Beethoven bald die Unterstützung adeliger Musikliebhaber, die ihm halfen, in der neuen Heimat Fuß zu fassen, darunter Fürst Franz Joseph Maximilian von Lobkowitz und Gottfried Freiherr van Swieten. Eine besondere Rolle spielte Fürst Karl Lichnowsky; in seinem Haus knüpfte Beethoven Kontakte zu Wiener Musikerkreisen und lernte den Geiger Ignaz Schuppanzigh kennen, der als Interpret wesentlich zur Verbreitung seiner Werke beitragen sollte. Lichnowsky stellte Beethoven zeitweise eine Wohnung in seinem Haus zur Verfügung.

#### Konzertreise nach Prag, Dresden und Berlin
Lichnowsky war es auch, der Beethovens einzige Konzertreise finanzierte, die der Route der Reise folgte, die der Fürst 1789 mit Mozart unternommen hatte. Zunächst führte diese ihn im Februar 1796 nach Prag. Am 23. April traf er in Dresden ein und erreichte am 20. Mai Berlin, wo er im Hotel „Stadt Paris“ in der Brüderstraße 39 unweit des Schlosses logierte. Hier spielte er vor König Friedrich Wilhelm II. und besuchte die Singakademie. Anfang Juli reiste er über Dresden zurück nach Wien.
Ab 1800 zahlte Lichnowsky an Beethoven ein jährliches Gehalt in Höhe von 600 Gulden und schuf damit für die folgenden Jahre die Grundlage für eine unabhängige künstlerische Existenz. Ab 1802 genoss er auch die Rechte eines Staatsbürgers.

#### Unterricht bei Haydn und anderen
Wie vereinbart nahm Beethoven bei Haydn Kompositionsunterricht, der von Beethovens Ankunft in Wien (November 1792) bis kurz vor Haydns Abreise nach England (19. Januar 1794) dauerte. Das Verhältnis zwischen dem renommierten Lehrer und dem eigenwilligen, selbstbewussten Schüler blieb nicht frei von Meinungsverschiedenheiten und Konflikten; so als Haydn Bedenken gegen Beethovens Klaviertrio op. 1 Nr. 3 äußerte, da er es für zu schwer verständlich hielt. Auch wenn Beethoven einmal über seinen Lehrer gesagt haben soll, „nie etwas von ihm gelernt“ zu haben, so prägten Haydns Werke doch Beethovens Entwicklung als Komponist nachhaltig, vor allem auf den Gebieten der Sinfonie und der Kammermusik.
Allerdings scheint Beethoven mit Haydn als Lehrer unzufrieden gewesen zu sein. Heimlich nahm er Unterricht bei Johann Baptist Schenk. Ab 1794 studierte er Kontrapunkt bei Johann Georg Albrechtsberger, und von Antonio Salieri ließ er sich in der Gesangskomposition unterweisen.

#### Pianist und Komponist
Beethovens Erfolge als Komponist hängen anfangs eng mit seiner Karriere als Klaviervirtuose zusammen. In den ersten zehn Jahren in Wien entstanden allein 20 seiner 32 Klaviersonaten, darunter die Grande Sonate pathétique op. 13 in c-Moll und die beiden Sonaten op. 27, deren zweite unter der (nicht von Beethoven stammenden) Bezeichnung Mondscheinsonate bekannt wurde; der Titelzusatz quasi una fantasia deutet an, dass die Improvisation am Klavier eine wichtige Inspirationsquelle für den Komponisten war.
Am 29. März 1795 trat Beethoven mit seinem Klavierkonzert B-Dur op. 19 erstmals als Pianist an die Wiener Öffentlichkeit. Besonderes Aufsehen erregte er auch durch seine herausragende Fähigkeit zum freien Fantasieren.
Die ersten Kompositionen, die Beethoven drucken ließ, waren die drei 1794/1795 entstandenen Klaviertrios, die er mit der Opusnummer 1 versah. In den folgenden Jahren setzte sich Beethoven mit zwei weiteren zentralen Gattungen der Klassik auseinander: dem Streichquartett und der Sinfonie. Zwischen 1798 und 1800 komponierte er, nach intensivem Studium der Quartette Haydns und Mozarts, eine erste Serie von sechs Quartetten, die er als op. 18 dem Fürsten Lobkowitz widmete. Kurz darauf, 1800 und 1802, präsentierte sich Beethoven als Sinfoniker. Die Widmung der 1. Sinfonie op. 21 in C-Dur ging an van Swieten, die der 2. Sinfonie op. 36 in D-Dur an den Fürsten Lichnowsky.

#### Gehörleiden
Beethovens wachsender Erfolg als Pianist und Komponist wurde von einer schwerwiegenden Beeinträchtigung überschattet: Etwa um 1798 zeigten sich erste Symptome jenes Gehörleidens, das schließlich zur fast völligen Taubheit führen sollte. Nach Beethovens eigenem Bericht aus dem Jahr 1801 verschlimmerte sich das Leiden innerhalb weniger Jahre; es scheint jedoch in den Folgejahren einige Zeit stagniert zu haben.
Die Ursache der Erkrankung ist Gegenstand zahlreicher Untersuchungen. Zu den möglichen Ursachen zählen eine Atrophie der Gehörnerven oder eine Otosklerose.
Beethovens Gehörleiden stellte nicht nur eine ernste Bedrohung seiner Laufbahn als Musiker dar; es beeinträchtigte auch seinen gesellschaftlichen Umgang. Die Krankheit stürzte Beethoven in eine schwere persönliche Krise, die ihn zeitweilig selbst an Suizid denken ließ. Beethoven offenbarte seinen Seelenzustand im sogenannten Heiligenstädter Testament, einem Schriftstück, das er im Oktober 1802 am Ende einer Kur in Heiligenstadt verfasste, nachdem auch diese ohne den erhofften Erfolg geblieben war.

### Mittlere Wiener Jahre (etwa 1802 – etwa 1812)

#### Profilierung als Komponist

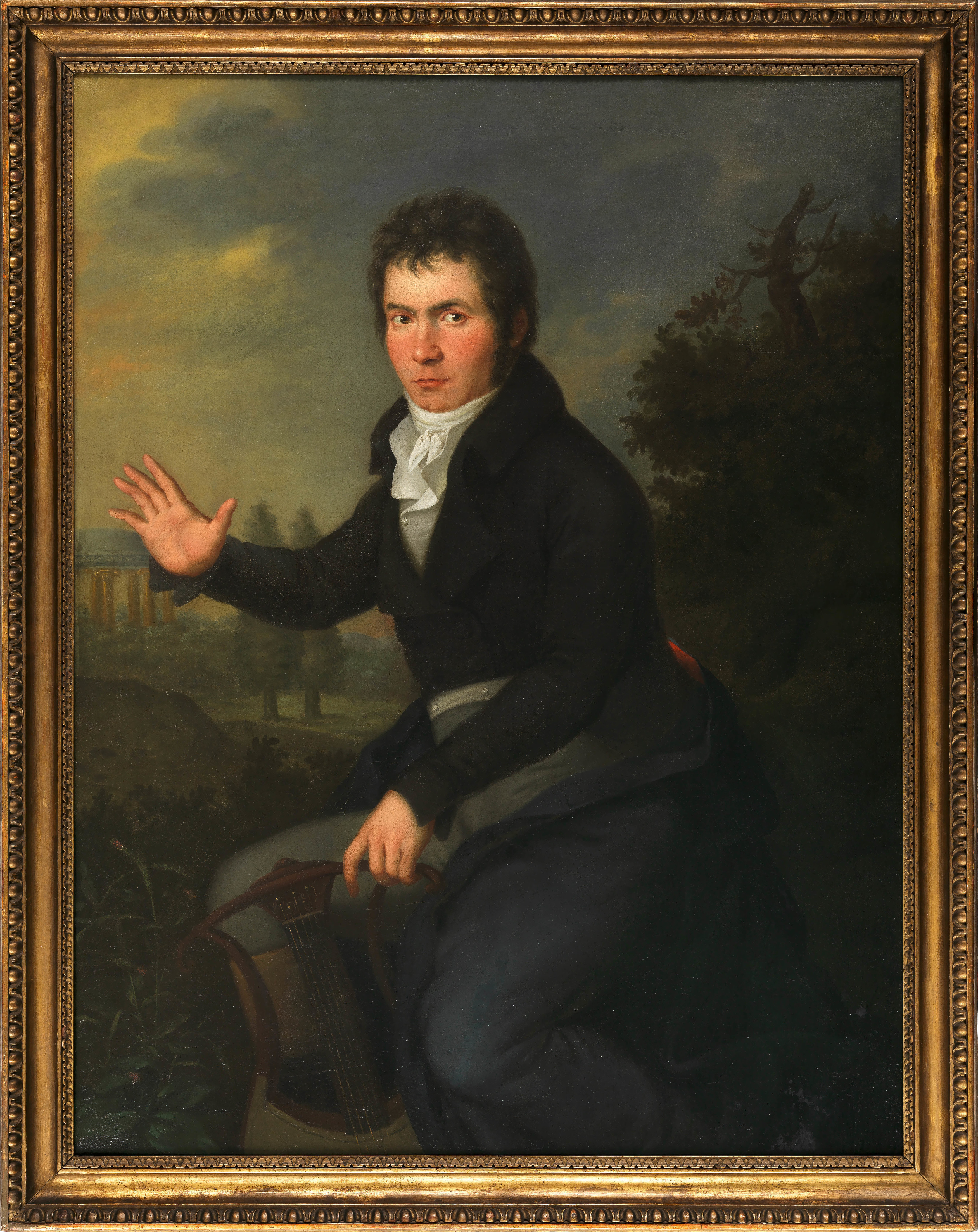
Beethoven, Porträt von Joseph Willibrord Mähler, Herbst 1803. – Das Bild war bis zu Beethovens Tod in seinem Besitz und befindet sich heute in der Beethoven-Gedenkstätte Pasqualati-Haus.

Die mittleren Wiener Jahre, vom Beethoven-Biographen Maynard Solomon als die „heroische Periode“ bezeichnet, sind, der Beeinträchtigung durch das Gehörleiden zum Trotz, die produktivste Phase in Beethovens Schaffensbiographie. Beethoven hatte zu dieser Zeit einen eigenen unverwechselbaren Stil entwickelt.
Sechs der neun Sinfonien komponierte Beethoven allein zwischen Herbst 1802 und 1812, darunter so bekannte Werke wie die 3. Sinfonie Eroica, die 5. Sinfonie und die 6. Sinfonie Pastorale. Darüber hinaus entstanden das 4. und 5. Klavierkonzert sowie die Endfassung des 3. Klavierkonzerts, das Violinkonzert op. 61 und die fünf „mittleren“ Streichquartette op. 59 Nr. 1–3, op. 74 und op. 95.
Auch die erste Fassung seiner einzigen Oper Fidelio komponierte Beethoven in dieser Zeit. Am 20. November 1805 wurde sie unter dem ursprünglichen Titel Leonore zum ersten Mal aufgeführt, in der Folge aber noch zweimal überarbeitet.
Seinen bis dahin größten Erfolg erzielte Beethoven 1813/1814 mit den Aufführungen eines eigens aus Anlass des Wiener Kongresses komponierten Werkes, Wellingtons Sieg oder Die Schlacht bei Vittoria op. 91, das den entscheidenden Sieg der Engländer über die napoleonischen Truppen schildert und damit beim Publikum den Geist der Zeit traf.

#### Französische Einflüsse
Die Französische Revolution und Napoleon Bonaparte hatten auf Beethoven einen starken Eindruck gemacht und wirkten sich nachweislich auf sein Schaffen aus. So hatte Beethoven die 3. Sinfonie Eroica ursprünglich mit dem Zusatz „intitulata Bonaparte“ oder „geschrieben auf Bonaparte“ versehen wollen. Eine Anekdote berichtet, Beethoven habe den Titelzusatz wütend entfernt, nachdem Napoleon im Dezember 1804 sich selbst zum Kaiser gekrönt hatte. Wahrscheinlich hängt die Änderung des ursprünglichen Titels eher mit einer geplanten, aber letztlich nicht durchgeführten Reise nach Paris zusammen.
Auf eine französische Revolutionsoper, Léonore ou L’amour conjugal (Leonore oder Die eheliche Liebe) von Jean Nicolas Bouilly, geht der Stoff zurück, den Beethoven in seiner Oper Fidelio verarbeitete, und in seiner 5. Sinfonie in c-Moll op. 67 griff er Elemente der sogenannten Revolutionsmusik auf, eines Stils, den französische Komponisten wie André-Ernest-Modeste Grétry, Étienne-Nicolas Méhul und Luigi Cherubini Ende des 18. Jahrhunderts geprägt hatten.

#### Mäzene und Lebensunterhalt
Reichsgraf Franz von Oppersdorff, der mit dem Fürsten Lichnowsky befreundet war, war sehr daran interessiert, Beethoven in seinem Schloss in Oberglogau bei Neustadt (polnisch Prudnik) zu empfangen. 1806 konnte Oppersdorff den Gast mit einem feierlichen Konzert willkommen heißen. Das Schlossorchester unter Leitung des dortigen Dirigenten Hoszek spielte zur allgemeinen Überraschung die 2. Sinfonie Beethovens, den diese Geste sehr erfreute. Als Dank versprach der Komponist, seine 5. Sinfonie c-Moll, an der er gerade arbeitete, Oppersdorff zu widmen. Der Graf zahlte Beethoven 500 Forint an, weil er hoffte, dass diese Widmung die Familie Oppersdorff berühmt machen würde. Letztlich dedizierte Beethoven Oppersdorff jedoch seine 4. Sinfonie.
Im Verhältnis zwischen Beethoven und seinem bis dahin wichtigsten Mäzen, dem Fürsten Lichnowsky, kam es im Lauf der Jahre zu einer zunehmenden Entfremdung. Die Spannungen eskalierten im Herbst 1806 bei einem Aufenthalt Beethovens auf Schloss Grätz (tschechisch Hradec) bei Troppau (tschechisch Opava), dem Sitz des Fürsten, in einer ernsten Auseinandersetzung. Etwa zur gleichen Zeit, 1806 oder 1807, stellte Lichnowsky, der in jenen Jahren außerordentlich hohe finanzielle Verpflichtungen zu erfüllen hatte, die jährlichen Gehaltszahlungen an den Komponisten ein.
Zwar bezog Beethoven neben dem fürstlichen Gehalt erhebliche Einkünfte aus Verlagsverträgen und Konzerteinnahmen, doch garantierten diese keine dauerhafte finanzielle Absicherung. Daher bewarb sich Beethoven im Dezember 1807 – vergeblich – bei der k.k. Hoftheaterdirektion um eine Anstellung und erwog darüber hinaus, Wien zu verlassen. Eine entsprechende Gelegenheit bot sich, als ihn Friedrich Ludwig III. Graf Truchsess zu Waldburg im November 1808 als Kapellmeister an den Hof Jérôme Bonapartes nach Kassel berief.
Durch eine Initiative Ignaz von Gleichensteins und der Gräfin Marie Erdődy, die zu Beethovens engstem Freundeskreis gehörten, gelang es, Beethoven in Wien zu halten. Am 1. März 1809 sicherten Erzherzog Rudolph, Franz Joseph Fürst Lobkowitz und Ferdinand Fürst Kinsky dem Komponisten per Dekret ein festes jährliches Gehalt zu unter der einzigen Bedingung, dass Beethoven in Wien wohnen bliebe (der sogenannte Rentenvertrag).
Die Hoffnung Beethovens auf finanzielle Unabhängigkeit erhielt jedoch nach kurzer Zeit gleich mehrere Rückschläge: die Geldentwertung durch das sogenannte Finanzpatent im Frühjahr 1811, der Tod des Fürsten Kinsky im November 1812 und der drohende Bankrott des Fürsten Lobkowitz 1813. Dadurch war Beethoven gezwungen, die Fortsetzung der Zahlungen gerichtlich einzuklagen.

#### Begegnung mit Bettina Brentano und Goethe
Beethovens Wertschätzung Johann Wolfgang von Goethes begann sich seit den 1790er Jahren vor allem in seinen Liedkompositionen niederzuschlagen. 1809/1810 kumulierte die kompositorische Beschäftigung mit dem Dichter in den Liederzyklen op. 75 und op. 83 sowie der Musik zu Goethes Trauerspiel Egmont op. 84.
Während ihres Wienaufenthalts im Frühjahr-Sommer 1810 lernte Beethoven Ende Mai Bettina Brentano kennen, die Schwester des Dichters Clemens Brentano. Sie gewann sein Vertrauen und nutzte ihre Freundschaft zu Goethe, ein Treffen der beiden Künstlerpersönlichkeiten anzuregen. Durch die literarisch stark überformten Darstellungen ihrer Beziehung zu Beethoven hat Bettina Brentano später das romantische Beethoven-Bild maßgeblich mitgeprägt.
Zur lange angebahnten Zusammenkunft zwischen Beethoven und Goethe kam es im Juli 1812 (19., 20., 21. und 23.), als sich beide im böhmischen Kurbad Teplitz aufhielten, wo zufällig gerade der österreichische Hofstaat in Anwesenheit von Kaiserin Maria Ludovika promenierte. Im Gegensatz zu Beethoven, der offenbar grußlos seiner Wege ging, verbeugte sich Goethe galant vor der Kaiserin, was unter anderem vom Historienmaler Carl Röchling sowie im Auftrag des Industriellen Georg Schicht bildlich festgehalten wurde. Das Ereignis wurde von beiden Beteiligten unterschiedlich bewertet. Am 19. Juli schrieb Goethe an seine Frau: „Zusammengefaßter, energischer, inniger habe ich noch keinen Künstler gesehen. Ich begreife recht gut, wie er gegen die Welt wunderlich stehen muß.“ Und am 12. September 1812 schrieb Goethe aus Karlsbad an seinen Freund Carl Friedrich Zelter, den Leiter der Berliner Sing-Akademie: „Beethoven habe ich in Teplitz kennengelernt. Sein Talent hat mich in Erstaunen gesetzt; allein er ist leider eine ganz ungebändigte Persönlichkeit, die zwar gar nicht unrecht hat, wenn sie die Welt detestabel findet, aber sie freilich dadurch weder für sich noch für andre genußreicher macht. Sehr zu entschuldigen ist er hingegen und sehr zu bedauern, da ihn sein Gehör verläßt, was vielleicht dem musikalischen Teil seines Wesens weniger als dem geselligen schadet. Er, der ohnehin lakonischer Natur ist, wird es nun doppelt durch diesen Mangel.“ Dagegen schrieb Beethoven am 9. August von Franzensbad an seinen Verleger Härtel lakonisch: „Göthe behagt die Hofluft sehr, mehr als einem Dichter ziemt. Es ist nicht vielmehr über die Lächerlichkeiten der Virtuosen hier zu reden, wenn Dichter, die als die ersten Lehrer der Nation angesehen sein sollten, über diesem Schimmer alles andere vergessen können.“

### Beziehungen zu Frauen und die „Unsterbliche Geliebte“
Zwar war Beethoven nach einer Aussage von Franz Gerhard Wegeler „sehr häufig verliebt“, doch bezog sich dies nur auf eine kurze Periode in den 1790er Jahren, als Wegeler in Wien war. Frauen spielten jedoch in vieler Hinsicht eine große Rolle in Beethovens Leben: als Freundinnen und Vertraute, als Interpretinnen oder als Widmungsempfängerinnen.

#### Johanna von Honrath
Beethovens erste große Liebe galt Johanna von Honrath. Sein Jugendfreund Franz Gerhard Wegeler schreibt über die Bonner Jugendzeit des Komponisten: „Seine und Stephan von Breuning’s erste Liebe war Fräulein Jeanette d’Honrath aus Köln, Neumarkt Nro. 19. (jetziges Wohnhaus des Baumeisters Herrn Biercher), die oft einige Wochen in der von Breuning’schen Familie in Bonn zubrachte. Sie war eine schöne, lebhafte Blondine, von gefälliger Bildung und freundlicher Gesinnung, welche viele Freude an der Musik und eine angenehme Stimme hatte.“

#### Maria Anna Wilhelmine von und zu Westerholt-Gysenberg
Maria Anna Wilhelmine von und zu Westerholt-Gysenberg war wohl ebenfalls eine Jugendliebe Beethovens. Er selbst spricht sie in seinem Brief als „ma très chere amie“ (deutsch „meine sehr liebe Freundin“) an, was eher für eine innige Freundschaft als für Liebe spricht. Sein Jugendfreund Franz Gerhard Wegeler schreibt dagegen einige Jahre später über Beethovens erste Liebe von einem Fräulein v. W. – wobei er unbekannt lässt, welche Person er damit meinte:

„Darauf folgte die liebevollste Zuneigung zu einer schönen und artigen Fräulein v. W., von welcher Werther-Liebe Bernhard Romberg mir vor drei Jahren noch Anecdoten erzählte. Diese Liebschaften fielen jedoch in das Uebergangs-Alter und hinterließen eben so wenig tiefe Eindrücke, als sie deren bei den Schönen erweckt hatten.“

#### Gräfin Marie von Erdődy
Zu Beethovens längsten und treuesten Freundinnen gehörte die Gräfin Marie von Erdődy (1779–1837). Mehrere seiner Werke sind ihr gewidmet. Sie besaß außer ihrer Stadtwohnung das Erdődy-Landgut in Jedlesee, in dem Beethoven 1815 gewohnt haben soll. In der älteren Literatur wird verschiedentlich vermutet, dass es eine kurzzeitige Liebesbeziehung zwischen Beethoven und der Gräfin gab, was jedoch reine Spekulation ist.

#### Gräfin Josephine Brunsvik

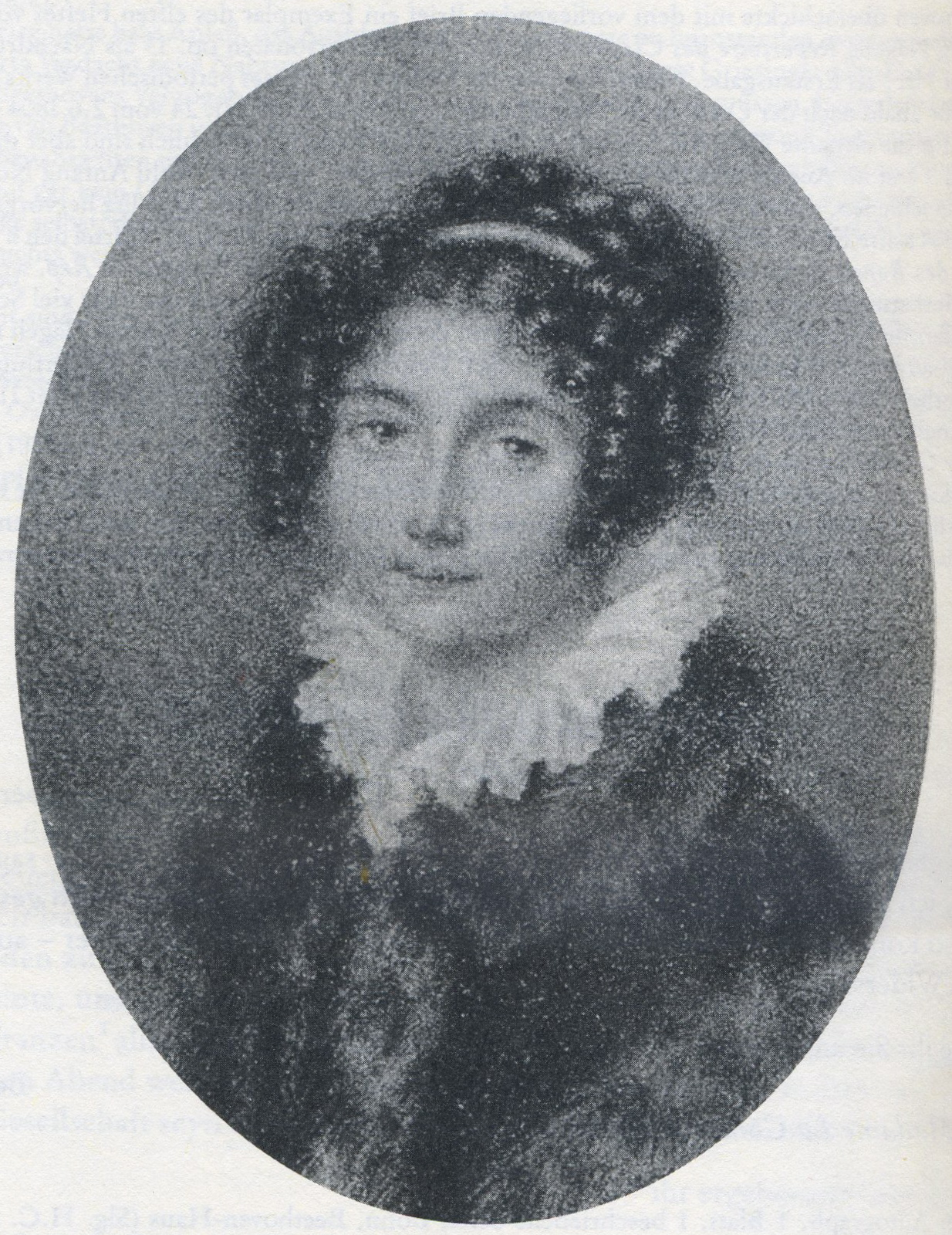
Gräfin Josephine Brunsvik als Gräfin Deym, unbezeichnete Bleistift-Miniatur, vor 1804

Besonders freundschaftlich wurde Beethoven von der ungarischen Familie Brunsvik aufgenommen. Die Schwestern Therese, Josephine, Charlotte und ihr Bruder Franz begegneten dem Komponisten erstmals 1799. Als die Familie nach 18 Tagen wieder in ihre ungarische Heimat zurückkehrte, schrieb Beethoven in Josephines und Thereses Album einen Auszug von Goethes Gedicht Ich denke dein.
Auf Drängen der Mutter, die ihre schöne Tochter mit einem wohlhabenden Adligen vermählen wollte, heiratete Josephine Brunsvik noch im Sommer 1799 den Grafen Joseph von Deym, zog zu ihm nach Wien und gebar in ihrer kurzen Ehe vier Kinder. In dieser Zeit war Beethoven regelmäßiger „standhafter Besucher der jungen Gräfin“ und erteilte ihr „viele Stunden hintereinander“ „kostenlos“ Klavierunterricht. Nachdem Graf Deym Anfang 1804 unerwartet gestorben war, entwickelte sich zwischen Beethoven und Josephine eine Liebesbeziehung. Zwischen 1804 und 1809 schrieb Beethoven ihr mindestens vierzehn teils leidenschaftliche Liebesbriefe, in denen er sie unter anderem als „Engel“, „mein Alles“ und als seine „einzig Geliebte“ bezeichnete und ihr „ewige Treue“ schwor. Trotz heißer Liebesworte blieben aber beide Partner nicht nur vor der Verwandtschaft, sondern auch in den Briefen bei der förmlichen Anrede „Sie“, während Beethoven Josephines Bruder Franz ja duzte. Der Briefwechsel, soweit erhalten, dokumentiert denn auch die seelischen Konflikte des Paares, die aus dem Widerspruch zwischen ihren persönlichen Gefühlen und den Zwängen der Realität resultierten: Josephine hatte vier Kinder zu versorgen, und im Falle einer Heirat mit dem nichtadligen Beethoven hätte sie die Vormundschaft für sie verloren. Im Herbst 1807 zog sich Josephine schließlich auf Druck ihrer Familie von Beethoven zurück. Bereits 1805 hatte Therese voller Besorgnis an Charlotte geschrieben: „Aber sage mir, Pepi und Beethoven, was soll daraus werden? Sie soll auf ihrer Hut sein! … Ihr Herz muß die Kraft haben nein zu sagen, eine traurige Pflicht, wenn nicht die traurigste aller.“
1810 ging Josephine eine zweite Ehe mit dem estländischen Baron Christoph von Stackelberg ein, die sich für sie äußerst unglücklich entwickelte. Ende Juni/Anfang Juli 1812 verließ Stackelberg sie. In ihrem Tagebucheintrag vom 8. Juni 1812 heißt es: „Ich habe heute einen schweren Tag. – Die Hand des Schicksals ruht düster auf mir – Ich sah nebst meinem tiefen Kummer auch noch die Entartung meiner Kinder und – fast – aller Muth wich von mir –!!!“ Kurz darauf notierte sie in ihrem Tagebuch, dass sie beabsichtigte, nach Prag zu reisen: „St. will daß ich mir selbst sitzen soll [er hat mich sitzen gelassen]. er ist gefühllos für bittende in der Noth. […] Ich will Liebert in Prague [!] sprechen. ich will die Kinder nie von mir lassen. […] Ich habe Stackb zu liebe [mich] physisch zugrunde gerichtet indem ich […] noch so viele Kummer und Krankheit durch ihn zugezogen habe.“ In Prag traf Beethoven am 3. Juli eine Frau, die er drei Tage später in einem (nie abgeschickten) Brief an sie, ohne ihren Namen zu erwähnen, seine „Unsterbliche Geliebte“ nannte. Der Brief ist nicht nur seiner intimen Sprache wegen bemerkenswert, sondern auch deshalb, weil es sich hierbei um den einzigen erhaltenen Brief Beethovens an eine Frau handelt, in dem er die Adressatin durchweg duzt.
1817 notierte Therese, die weiterhin mit Beethoven in Verbindung blieb, in ihrem Tagebuch über ihre kranke Schwester: „Ob Josephine nicht Strafe leidet wegen Luigi’s Weh? Seine Gattin – was hätte sie nicht aus dem Heros gemacht!“ Eine Tagebuchnotiz Thereses von 1848 lautet: „Ich Glückliche hatte Beethovens intimen, geistigen Umgang so viele Jahre! Josephinens Haus- und Herzensfreund! Sie waren füreinander geboren und lebten beide noch, hätten sie sich vereint.“
Zahlreiche Beethoven-Forscher, vor allem im deutschsprachigen Raum, darunter La Mara, Siegmund Kaznelson, Harry Goldschmidt, Brigitte und Jean Massin, Marie-Elisabeth Tellenbach, Carl Dahlhaus und Rita Steblin, halten Josephine für Beethovens „Unsterbliche Geliebte“. Neun Monate nach dem wahrscheinlichen Treffen der beiden in Prag brachte Josephine ihre Tochter Minona (* 8. April 1813 in Wien; † 21. Februar 1897 ebenda) – Minona ist ein Palindrom zu Anonym – zur Welt. Sie soll in jungen Jahren eine verblüffende („striking“) Ähnlichkeit mit Beethoven gehabt haben. Daher erachten etliche Forscher es für wahrscheinlich, dass Beethoven der leibliche Vater Minonas ist.

#### Gräfin Giulietta Guicciardi
Über die Schwestern Brunsvik lernte Beethoven um 1801/1802 auch deren Cousine Gräfin Giulietta Guicciardi (1782–1856) kennen und verliebte sich kurzzeitig in sie. Er war sich jedoch darüber im klaren, dass eine Heirat wegen des Standesunterschiedes nicht in Frage kam. Außerdem war sie bereits mit dem Grafen Wenzel von Gallenberg verlobt, den sie 1803 heiratete. Beethoven widmete ihr 1802 die als Mondscheinsonate bekannte Sonata quasi una Fantasia, op. 27 Nr. 2.

#### Therese von Zandt
Eine weitere mutmaßliche Geliebte Beethovens war Therese von Zandt, die zur Zeit ihrer siebenmonatigen Liaison mit dem Komponisten Stiftsdame im freiweltlichen Damenstift Asbeck war. Von Zandt veröffentlichte ab 1798 unter dem Kürzel Z. als erste Frau Beiträge in der Leipziger Allgemeinen musikalischen Zeitung. Möglicherweise war sie es, die Beethoven den Stoff zu seiner einzigen Oper Fidelio empfahl, als sie im Auftrag der Zeitung vom 5. Dezember 1803 bis zum 5. Juli 1804 nach Wien reiste. Jean-Nicolas Bouillys Libretto zur Oper Léonore ou L’amour conjugaldes Fidelio, auf dem der Fidelio-Stoff basiert, wurde damals von Friedrich Rochlitz, Begründer und Redakteur der Allgemeinen musikalischen Zeitung, erstmals aus dem Französischen ins Deutsche übersetzt. Ein Porträt aus Beethovens Besitz, von dem man 200 Jahre lang annahm, es zeige Giulietta Guicciardi, ist nach Forschungen von Klaus Martin Kopitz vermutlich Therese von Zandt zuzuschreiben.

#### Marie Bigot
Mit der französischen Pianistin Marie Bigot verkehrte Beethoven insbesondere im Jahre 1807. Die Freundschaft kam wahrscheinlich zustande, da Marie Bigots Gatte Paul Bigot bei Beethovens Gönner, dem Grafen Andrej Rasumowsky, als Bibliothekar tätig war. Von der Beziehung zeugen mehrere Briefe Beethovens. Er schenkte Marie Bigot auch das Autograph seiner berühmten Appassionata, das sich heute in der Bibliothèque nationale de France in Paris befindet. Anfang März 1807 lud Beethoven sie zu einer Spazierfahrt ein, als ihr Mann abwesend war. Dessen offensichtlich eifersüchtige Reaktion veranlasste Beethoven, kurz darauf einen Entschuldigungsbrief an das Ehepaar zu schreiben, in dem er betonte: „[…] ohnedem ist es einer meiner ersten Grundsätze nie in einem andern als Freundschaftlichen Verhältniß mit der Gattin eines andern zu stehen.“

#### Elisabeth Röckel
Etwa im Frühjahr 1808 begegnete Beethoven erstmals der damals 15-jährigen Sängerin Elisabeth Röckel (getauft als Maria Eva), der Schwester des Tenors Joseph August Röckel, der in den Fidelio-Aufführungen von 1806 die Partie des Florestan übernommen hatte. Sie zog zu ihrem Bruder in dessen Dienstwohnung im Theater an der Wien, wo sie als „Elis. [!] Rökel“ verzeichnet wurde und sich mit der gleichfalls dort lebenden Sängerin Anna Milder-Hauptmann befreundete, von der sie in einem Brief tatsächlich mit „Elise“ [!] angeredet wurde. Nach einer zweifelhaften Aussage von Anton Schindler gegenüber Gerhard von Breuning wollte Beethoven sie sogar heiraten. Sie selbst berichtete lediglich, dass Beethoven ihr sehr zugetan war. In ihrem offiziellen Nekrolog heißt es: „Zu ihren Verehrern gehörte auch Beethoven.“ 2010 stellte Klaus Martin Kopitz die These auf, dass sie es auch war, für die Beethoven am 27. April 1810 – „zur Erinnerung“ an ihn – sein berühmtes Albumblatt Für Elise komponierte. Der Hintergrund war, dass sie und ihr Bruder Wien kurz darauf verließen, um ein Engagement am Theater in Bamberg anzutreten. 2015 und 2020 veröffentlichte Kopitz weitere, bislang unbekannte Quellen über ihre Beziehung zu Beethoven. Das Autograph des Albumblattes war später im Besitz von Therese Malfatti, aus deren Nachlass es nach München zu der Lehrerin Babette Bredl gelangte, der Mutter von Malfattis Hausfreund und Erbe Rudolph Schachner. Bredl lieh das Autograph Ludwig Nohl, der es abschrieb und publizierte. Obwohl er ausdrücklich erklärte, es sei „nicht für Therese geschrieben“, vertrat die Beethoven-Forschung viele Jahre die Ansicht, sie sei dennoch die Widmungsempfängerin gewesen.
Elisabeth Röckel heiratete 1813 Johann Nepomuk Hummel und zog mit ihm nach Weimar. Im März 1827 kam sie noch einmal nach Wien, um Beethoven vor seinem Tod ein letztes Mal zu sehen. Auf Wunsch des Sterbenden besuchte sie diesen mehrfach und erhielt zum Andenken eine Locke des Komponisten und dessen letzte Schreibfeder. Die Reliquien sind seit 2012 im Besitz des Beethoven Center der San José State University. Kurz nach dem Tod des Komponisten gestand sie Schindler, „welch’ tiefe Wurzeln ihre einstige Liebe zu Beeth. geschlagen u noch immer in ihr lebe.“
Der Musikwissenschaftler Michael Lorenz bezweifelte 2011, dass Elisabeth sich „Elise“ nannte, da dies nur durch wenige Quellen zu belegen ist. Wie er aber gleichfalls bemerkt, „wurde im Wien des Vormärz zwischen den Namen Elisabeth und Elise nicht mehr unterschieden, sie waren austauschbar und quasi identisch“.

#### Therese von Malfatti
Eine weitere Frau in Beethovens Leben war Therese Malfatti. Beethoven lernte sie 1809 durch seinen Freund Ignaz von Gleichenstein kennen, der 1811 Thereses Schwester Anna heiratete. Im Frühjahr 1810, angesichts Josephine Brunsviks Wiederverheiratung, plante Beethoven offenbar, Therese Malfatti einen Heiratsantrag zu machen, und ließ sich dafür von seinem Freund Franz Gerhard Wegeler in Bonn eine Abschrift seines Taufscheins besorgen. Als dann Therese von Malfatti seinen Antrag aber abwies – ihre Familie war aus Standesrücksichten ebenfalls dagegen –, überwand Beethoven diese Ablehnung vergleichsweise leicht. Therese blieb danach freundschaftlich mit ihm verbunden.

#### Antonie Brentano
Ende Mai 1810 lernte Beethoven durch Bettina Brentano deren Schwägerin Antonie Brentano kennen, die von 1809 bis 1812 im Haus ihres verstorbenen Vaters Johann Melchior Edler von Birkenstock in der Vorstadt Landstraße lebte – Erdberggasse Nr. 98 –, wo sie dessen umfangreichen Nachlass ordnete und verkaufte. Sie schrieb am 11. März 1811 an Bettina, Beethoven sei ihr „einer der liebsten Menschen“ geworden und besuche sie „beinahe täglich“. Zwischen Antonie und Beethoven entwickelte sich eine enge Beziehung, die sie in ihrem Tagebuch als „Wahlverwandtschaft“ bezeichnete. Das häufige Zusammensein beider wurde dadurch begünstigt, dass Antonies Gatte Franz Brentano nicht mit nach in Wien gekommen war, sondern weiter seiner Geschäftstätigkeit in Frankfurt am Main nachging. Antonie Brentano besaß auch das Autograph von Beethovens Lied An die Geliebte WoO 140, auf dem von ihrer Hand vermerkt ist: „den 2n März 1812 mir vom Author erbethen“. Dieses Lied hatte Beethoven kurz zuvor der bayerischen Sängerin Regina Lang ins Stammbuch geschrieben.
1972 stellte Maynard Solomon die vielbeachtete Hypothese auf, Beethovens Brief an die Unsterbliche Geliebte, den er 6./7. Juli 1812 in Teplitz an eine Frau in „K“ schrieb, sei an Antonie Brentano gerichtet, die sich zu dieser Zeit – mit ihrem Mann – in Karlsbad aufhielt. Der Anlass war offenbar, dass Beethoven sie kurz zuvor überraschend in Prag getroffen hatte, bevor sich ihre Wege wieder trennten. Solomon konnte tatsächlich beweisen, dass sich beide genau zur selben Zeit in Prag aufhielten, wenngleich es für ein heimliches Treffen keinen Beleg gibt und daneben einige Fragen offen bleiben. Mittlerweile haben sich zahlreiche Beethoven-Forscher Solomons Identifizierung der Adressatin angeschlossen, darunter Yayoi Aoki, Sieghard Brandenburg, Barry Cooper, William Kinderman, Klaus Martin Kopitz, Lewis Lockwood und Susan Lund.

#### Die „unsterbliche Geliebte“
Beethovens Brief an die Unsterbliche Geliebte, den er am 6./7. Juli 1812 in Teplitz während einer Reise in die böhmischen Kurbäder verfasste, ist neben dem Heiligenstädter Testament das bedeutendste Selbstzeugnis des Komponisten. Er richtet sich an eine namentlich nicht genannte Frau, mit der es kurz zuvor, am 3. Juli in Prag, zu einer für die Zukunft der Beziehung entscheidenden Begegnung gekommen war. Aus dem Brief geht unter anderem die gegenseitig eingestandene Liebe hervor und die Hoffnung auf eine dauerhafte Verbindung der Liebenden, der aber offenbar große Hindernisse entgegenstehen. Die Identität der „Unsterblichen Geliebten“ ist unter Beethoven-Forschern umstritten.

### Krise und letzte Jahre (etwa 1812–1827)

#### Lebenskrise

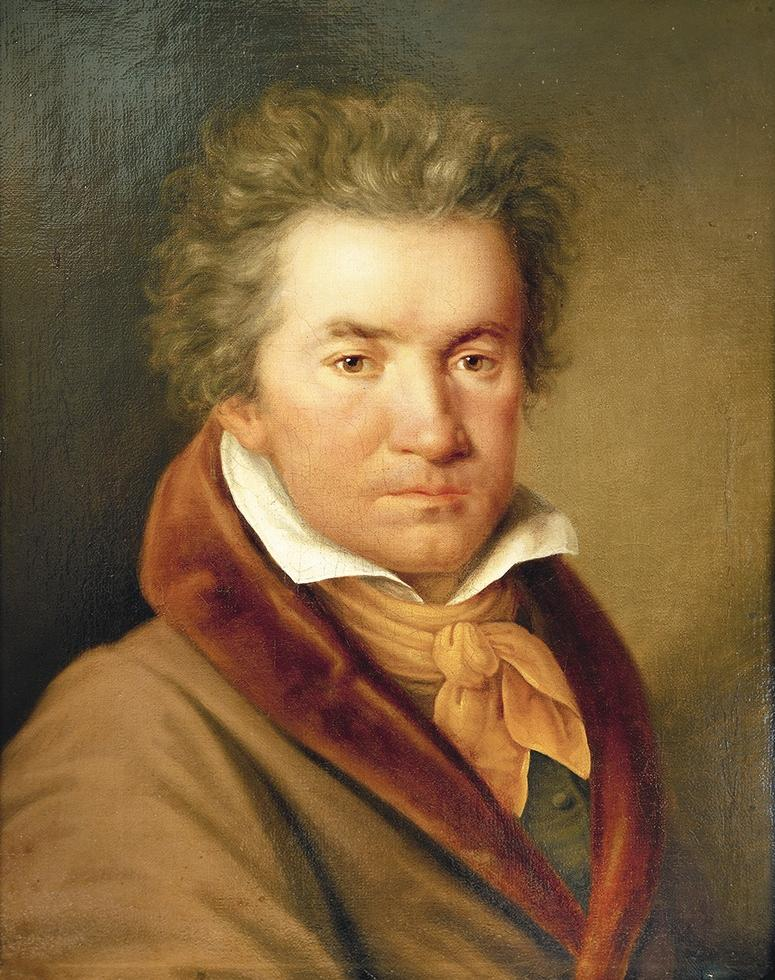
Beethoven im Jahr 1815, Detail aus einem Gemälde von Willibrord Joseph Mähler

Vom Jahr 1812 an begann sich Beethovens Lebenssituation deutlich zum Schlechteren zu verändern. Zu den schicksalhaften Ereignissen um die „Unsterbliche Geliebte“ kamen materielle Sorgen im Zusammenhang mit dem Rentenvertrag und eine Verschlimmerung des Gehörleidens bis hin zur völligen Taubheit. Von etwa 1813 an verwendete Beethoven Hörrohre, um mit seiner Umgebung zu kommunizieren, ab 1818 ist der Gebrauch sogenannter Konversationshefte nachzuweisen, worin die Gesprächspartner ihre Äußerungen notierten. Aufgrund seiner fortgeschrittenen Schwerhörigkeit war es ihm nicht mehr möglich, als Pianist aufzutreten.
Am 15. November 1815 starb Beethovens Bruder Kaspar Karl und hinterließ einen neun Jahre alten Sohn. Beethoven verstrickte sich in einen über Jahre andauernden, zermürbenden Rechtsstreit mit seiner Schwägerin Johanna um die Vormundschaft über seinen Neffen Karl, in dessen Verlauf ihm diese wechselweise zu- und wieder abgesprochen wurde. In seiner Funktion als Ersatzvater scheiterte Beethoven mit dem Versuch, den Schützling seinen moralisch überzogenen Erziehungszielen zu unterwerfen.

#### Neue Kompositionspläne und letzte Werke
Gleichzeitig mit Beethovens persönlicher Krise vollzog sich ein Wandel seines kompositorischen Stils. 1813 bis 1814 war er zunächst mit der Komposition von Wellingtons Sieg sowie einer gründlichen Revision seiner Oper Leonore zu Fidelio beschäftigt. In den Folgejahren wandte sich Beethoven noch einmal intensiv der Klaviersonate zu. Es entstanden die Sonaten op. 90 (1814), op. 101 (1815–1817) und op. 106 (Hammerklavier-Sonate, 1817–1818). Gleichzeitig schuf Beethoven die beiden Cellosonaten op. 102 (1815), den Liederkreis An die ferne Geliebte op. 98 (1816) sowie die Vertonung von Goethes Meeres Stille und glückliche Fahrt für Chor und Orchester op. 112.
Hatte sich Beethoven einige Jahre fast ausschließlich Werken für kleinere Besetzungen gewidmet, so bot sich 1819 ein Anlass, wieder ein größeres Werk in Angriff zu nehmen. Sein langjähriger Mäzen und Klavierschüler, Erzherzog Rudolph, sollte am 20. März 1820 als Erzbischof von Olmütz (tschechisch Olomouc) inthronisiert werden. Beethoven wurde mit der Komposition einer großen feierlichen Messe beauftragt. Der Kompositionsprozess der Missa solemnis op. 123 begann sich aber zu verselbständigen, sodass Beethoven das Werk erst Ende 1822 / Anfang 1823 vollendete.
Gleichzeitig mit der Messe arbeitete Beethoven an den Diabelli-Variationen op. 120, einem Variationenzyklus für Klavier, der auf einen Aufruf des Musikverlegers und Komponisten Anton Diabelli zurückging. Dieser hatte seinen Walzer an zahlreiche Komponisten, darunter Erzherzog Rudolf, Carl Czerny, Ignaz Moscheles und Franz Xaver Mozart geschickt mit der Bitte, je eine Variation zu einer geplanten Sammelausgabe beizusteuern; Beethoven lieferte schließlich als Einziger insgesamt 33 Variationen. Während der Arbeit an der Missa solemnis und den Diabelli-Variationen setzte Beethoven mit op. 109, 110 und 111 die Serie seiner letzten Klaviersonaten fort.
Nach mehr als zehnjähriger Pause wandte sich Beethoven auch wieder der Gattung Sinfonie zu. Die Uraufführung der 9. Sinfonie op. 125 am 7. Mai 1824 wurde vom Publikum begeistert aufgenommen. Die Aufführung leitete der Kapellmeister Michael Umlauf; Beethoven stand mit ihm zur Unterstützung am Dirigentenpult.
Schließlich entstand zwischen Frühjahr 1824 und Herbst 1826 beginnend mit dem Streichquartett op. 127 eine letzte Gruppe von fünf Streichquartetten. Angestoßen hatte die Quartettproduktion ein Kompositionsauftrag des russischen Musikliebhabers Nikolai Borisowitsch Fürst Galitzin. Dieser stand unter dem Einfluss des Pianisten und Komponisten Karl Traugott Zeuner, der Beethoven bewunderte. Zeuner kannte Beethoven persönlich und spielte Galitzin regelmäßig Klavierwerke Beethovens vor. Zusätzliche Motivation erhielt Beethoven durch die Rückkehr des Geigers Ignaz Schuppanzigh nach Wien, der seit 1816 auf Reisen gewesen war und dessen Ensemble fast alle seine früheren Streichquartette uraufgeführt hatte. Das Streichquartett in F-Dur op. 135 war das letzte Werk, das Beethoven vollendete.

#### Freunde und Bekannte

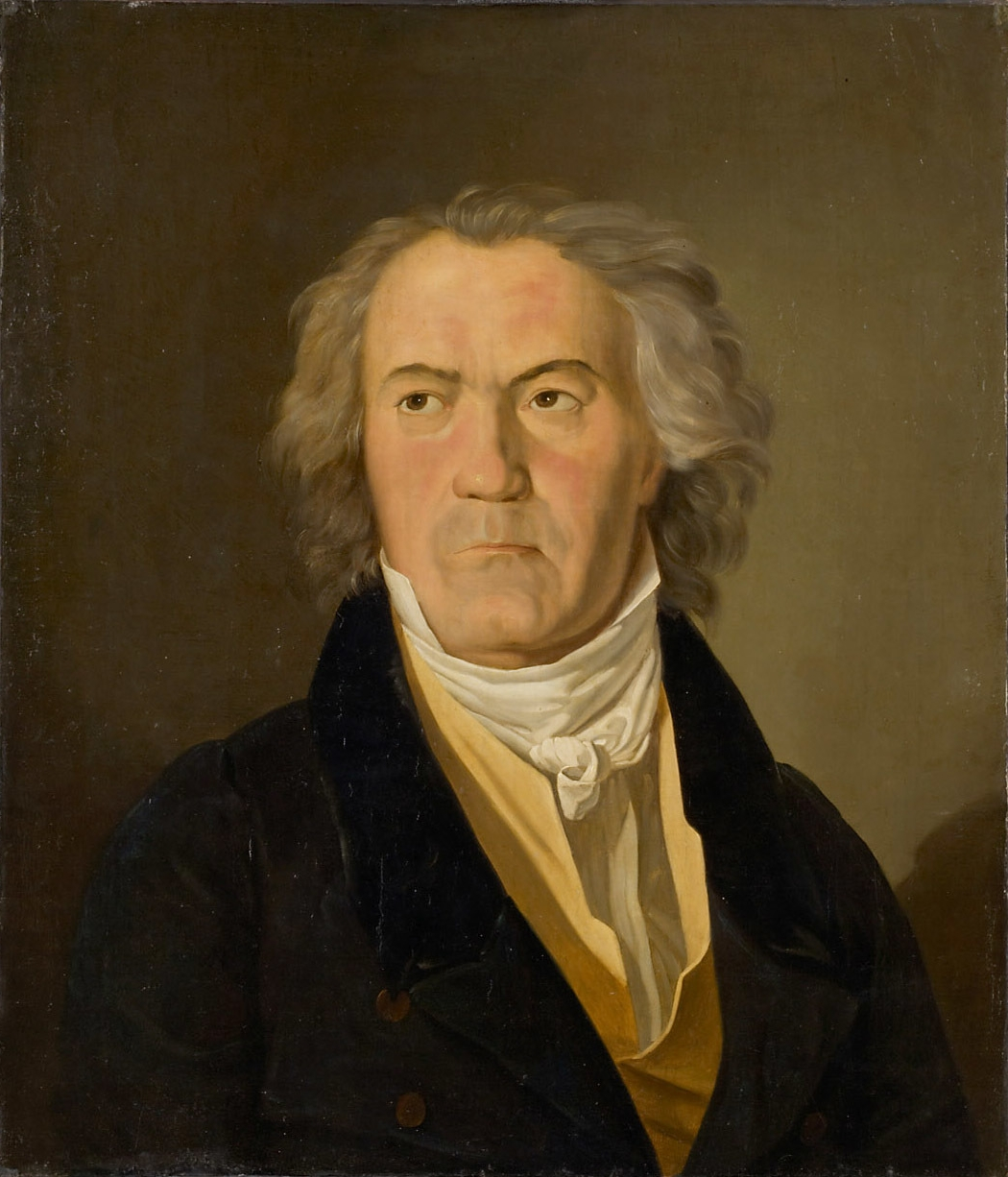
Portrait Ludwig van Beethoven, 1823, Öl auf Leinwand, 66 × 57 cm, Kunsthistorisches Museum, Wien, Sammlung alter Musikinstrumente, Inv. Nr. 1000, Standort: Neue Burg, Wien

Durch die Taubheit war Beethoven in den letzten Jahren zunehmend auf die Unterstützung durch Freunde und Bekannte angewiesen. Zwar hatte Beethoven Hauspersonal (Köchin und Haushälterin), doch führten heftige Auseinandersetzungen mit den Angestellten mehrfach zu Kündigungen von der einen oder anderen Seite.
Schon früher hatte Beethoven Personen aus dem Freundeskreis zur Erledigung von Besorgungen und anderen Diensten genutzt, so etwa 1817/1818 die Klavierbauerin Nannette Streicher geb. Stein. Die freundschaftliche Verbindung Beethovens zur Klavierbauerfamilie Stein geht schon auf seinen frühen Aufenthalt in Augsburg 1787 zurück. Nanette Streicher kümmerte sich um die Haushaltsführung und vermittelte oft auch zwischen dem Komponisten und seinem Hauspersonal.
1822 tauchte erstmals Anton Schindler in Beethovens Bekanntenkreis auf. Schindler suchte Beethovens Nähe und diente sich ihm als Faktotum an. Seine Mischung aus Servilität und Eigenmächtigkeit war immer wieder Auslöser für dessen Unmut und Verachtung. Nach Beethovens Tod brachte Schindler Dokumente aus dessen Nachlass, so einen Teil der Konversationshefte, in seinen Besitz. Schindler verfasste eine der frühesten Beethoven-Biografien, doch ist die Glaubwürdigkeit vieler seiner Angaben zweifelhaft, da er zur Untermauerung seiner Behauptungen auch vor Fälschungen nicht zurückschreckte.
Im Sommer 1825, nach dem Bruch mit Schindler, übernahm Karl Holz, der zweite Geiger aus dem Schuppanzigh-Quartett, die Funktion des persönlichen Sekretärs und Beraters. Gerade in den letzten Monaten seines Lebens gewann die Freundschaft mit Beethovens Jugendfreund Stephan von Breuning, der 1801 nach Wien gekommen war, wieder an Bedeutung. Breuning wurde im September 1826 Mitvormund des Neffen Karl und kümmerte sich um Beethoven in den Monaten seiner Todeskrankheit.

#### Familie
Ludwig van Beethovens Bruder Johann hatte es als Apotheker in Wien zu einigem Wohlstand gebracht. Der nie besonders enge Kontakt der Brüder intensivierte sich, als Beethoven sich von Johann 1822 eine größere Summe lieh. In den folgenden Jahren zog der Komponist den erfolgreichen Geschäftsmann immer wieder als Berater in Geldangelegenheiten heran.
Die Entscheidung des Appellationsgerichts am 8. April 1820, die Beethoven endgültig zum Vormund seines Neffen Karl bestimmte unter der Bedingung, dass ein Mitvormund ihn unterstützte, konnte die fortgesetzten Spannungen zwischen Onkel und Neffe nicht beenden. Am 6. August 1826 unternahm Karl einen Suizidversuch, der zum Rücktritt Beethovens von der Vormundschaft führte.

#### Krankheiten und Tod

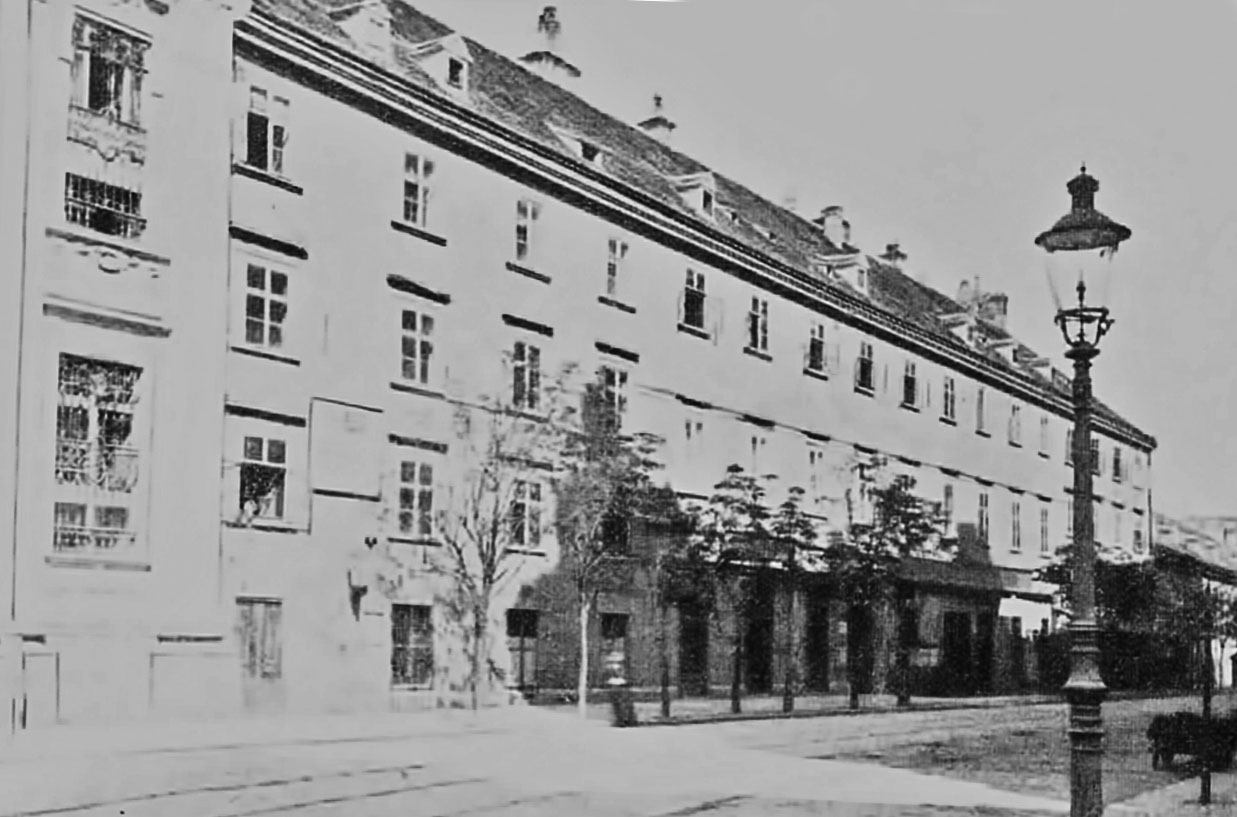
Beethovens Sterbehaus in der Wiener Schwarzspanierstraße (1904 abgerissen)

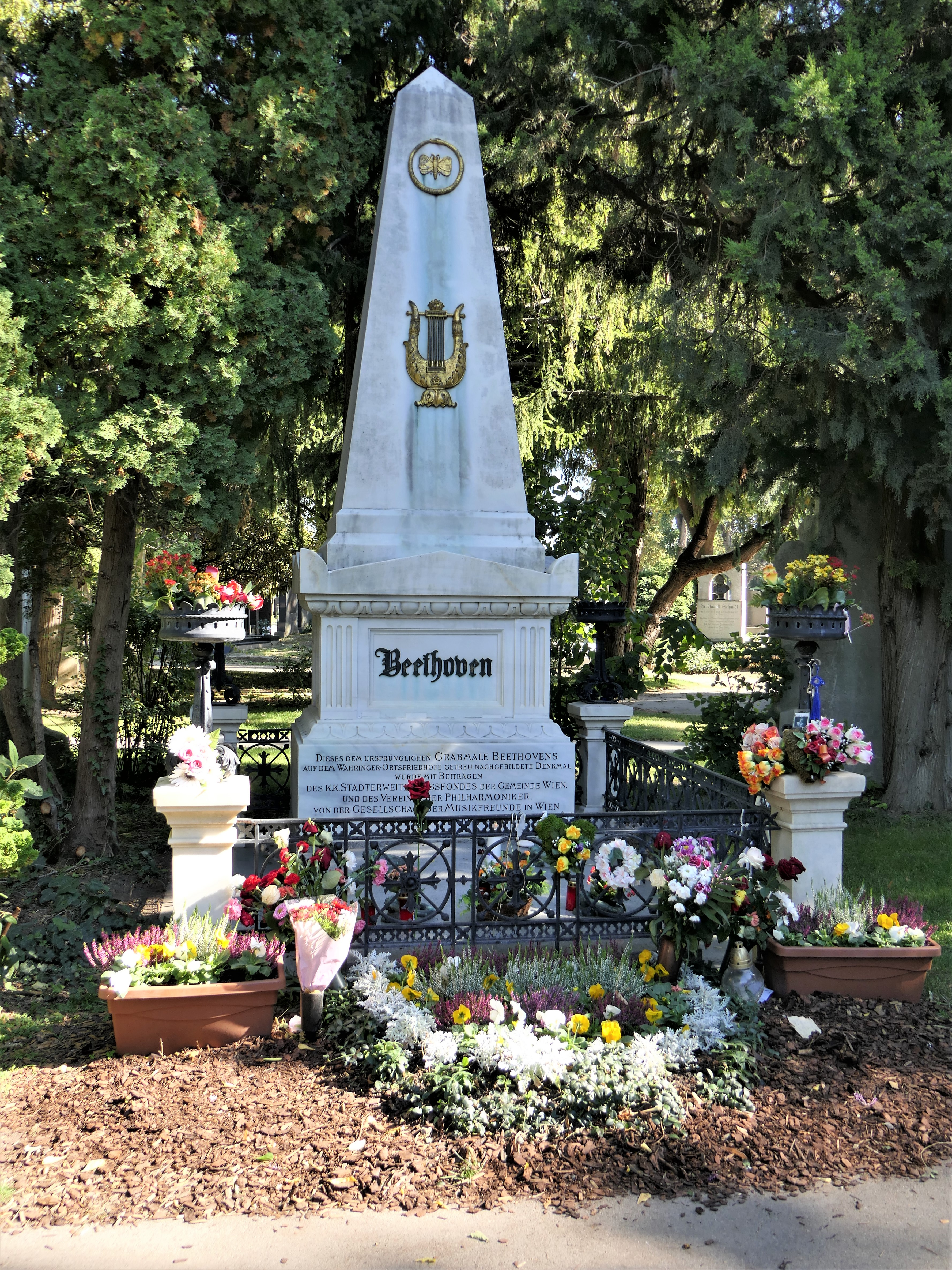
Beethovens Grab, Zentralfriedhof Wien

Schon seit etwa seinem 30. Lebensjahr litt Beethoven häufig an Krankheiten. Es sind Schilderungen unterschiedlicher Symptome wie Durchfall, Leibschmerzen, Koliken, Fieberzustände oder Entzündungen überliefert. Als Ursachen kommen zum einen akute Erkrankungen in Betracht, zum anderen werden eine oder mehrere chronische Erkrankungen als Hauptursache genannt. Neben übermäßigem Alkoholkonsum wurden unter anderem eine Bleivergiftung oder eine Brucellose vermutet.
Ob nur eine einzige oder mehrere verschiedene Ursachen für Beethovens gesundheitliche Probleme verantwortlich waren, ließ sich bis in die heutige Zeit nicht zweifelsfrei feststellen. Beethovens Biografen haben festgehalten, dass der Künstler regelmäßig billigen Weißwein trank, der von den Winzern damals mit Bleizucker statt mit teurem Rohrzucker gesüßt wurde. Dazu passte lange Zeit das Ergebnis der Analyse von Haaren, die Beethoven zugeschrieben wurden. Die untersuchte Haarlocke und auch Knochen von Beethoven enthalten Blei in einer außergewöhnlich hohen Konzentration: „Wir haben mehr als 20.000 Patienten untersucht und bei allen den Bleigehalt im Blut und in den Haaren gemessen. Darunter waren nur acht Menschen die vergleichbare Bleiwerte hatten. Alle acht sind schwer krank und ihre Symptome ähneln denen von Beethoven. Das Blei muss nicht die einzige Ursache für Beethovens Krankheit und frühen Tod sein, aber mit Sicherheit hat das giftige Metall seine Beschwerden verstärkt.“
Mit zunehmendem Alter mehrten sich Häufigkeit und Intensität der Krankheitszustände.
Das 2023 in einer Studie veröffentlichte Ergebnis einer DNA-Sequenzierung zeigt, dass Beethoven eine erbliche genetische Veranlagung für eine Leberzirrhose hatte und mit Hepatitis B infiziert war, was in Verbindung mit seinem Alkoholkonsum wohl zu seiner schweren Lebererkrankung und damit zum Tod führte. Dieselbe Studie wirft Zweifel an der Bleivergiftungsthese auf, da durch den Gen-Test nachgewiesen werden konnte, dass die bleihaltige Haarlocke, auf die sich diese These hauptsächlich stützte, von einer Frau stammt. Für Beethovens Hörverlust konnte jedoch keine genetische Veranlagung gefunden werden.
Im Sommer 1821 kündigte sich durch eine schwere Gelbsucht und wahrscheinlich Alkoholmissbrauch eine Leberzirrhose an. Beethoven suchte Linderung der Beschwerden in Bäder- und Landaufenthalten. Sein letzter führte ihn am 29. September 1826 – zusammen mit seinem Neffen – auf das Landgut seines Bruders Johann nach Gneixendorf. Auf der Rückreise nach Wien, die Anfang Dezember bei nasskaltem Wetter im offenen Wagen stattfand, zog sich Beethoven eine Lungenentzündung zu. Kurz nach der Genesung zeigten sich mit Wasseransammlungen in Beinen und Unterleib sowie einer Gelbsucht schwere Symptome der Leberzirrhose, so dass Beethoven das Krankenbett nicht mehr verlassen konnte. Nach mehreren Punktionen und erfolglosen Behandlungsversuchen verschiedener Ärzte starb Beethoven am 26. März 1827 im Alter von 56 Jahren. Sein letzter Arzt war Andreas Ignaz Wawruch.
Die Beisetzung auf dem Währinger Ortsfriedhof fand am 29. März unter großer Anteilnahme der Wiener Bevölkerung statt. Ungefähr 20.000 Personen sollen am Trauerzug teilgenommen haben. Die von Franz Grillparzer verfasste Grabrede sprach der Schauspieler Heinrich Anschütz. Franz Schubert, der Beethoven ein Jahr später ins Grab folgen sollte, erwies ihm neben Grillparzer als einer der 36 Fackelträger die letzte Ehre.
Beethovens Leichnam wurde zweimal exhumiert: 1863, um die Gebeine zu vermessen und den Schädel zu fotografieren; 1888, um sein Skelett – erneut unter großer öffentlicher Anteilnahme – am 22. Juni 1888 in den Ehrenhain auf dem Wiener Zentralfriedhof umzubetten. Teile des Schädels gelangten in die USA und kamen 2023 als Schenkung an die Medizinische Universität Wien.
In der 2013 veröffentlichten Studie „Blei und die Taubheit von Ludwig van Beethoven“ der American Laryngological, Rhinological and Otological Society, die sich auf eine Literaturrecherche stützt, steht:
„Beweise für eine Otosklerose gibt es nicht, da bei der genauen groben Untersuchung von Beethovens Mittelohren bei der Autopsie keine otosklerotischen Herde gefunden wurden. Seine langsam fortschreitende Schwerhörigkeit über einen Zeitraum von Jahren unterscheidet sich von den berichteten Fällen von Autoimmun-Hörverlust, die schnell über einen Zeitraum von Monaten fortschreiten. Er hatte auch keinen blutigen Durchfall, der bei autoimmunen entzündlichen Darmerkrankungen immer auftritt. Das Fehlen von Quecksilber in Beethovens Haar- und Knochenproben lässt den Schluss zu, dass seine Taubheit nicht auf Syphilis zurückzuführen war, da Syphilis zu dieser Zeit mit Quecksilber behandelt wurde. Hohe Bleikonzentrationen tief in den Knochen deuten eher auf eine wiederholte Exposition über einen langen Zeitraum hin als auf eine begrenzte Exposition vor dem Todeszeitpunkt. Die bei der Autopsie festgestellten geschrumpften Cochlea-Nerven stehen im Einklang mit einer axonalen Degeneration aufgrund von Schwermetallen wie Blei. Chronische Bleiexposition in geringer Konzentration führt zu einem langsam fortschreitenden Hörverlust mit sensorischen und autonomen Befunden und nicht zu dem klassischen Handgelenksabfall aufgrund einer motorischen Neuropathie bei einer subakuten Vergiftung. Beethovens Ärzte vermuteten, dass er alkoholabhängig war. Er mochte besonders gerne Wein, der zufällig mit Blei versetzt war.“

## Der Komponist

### Bedeutung

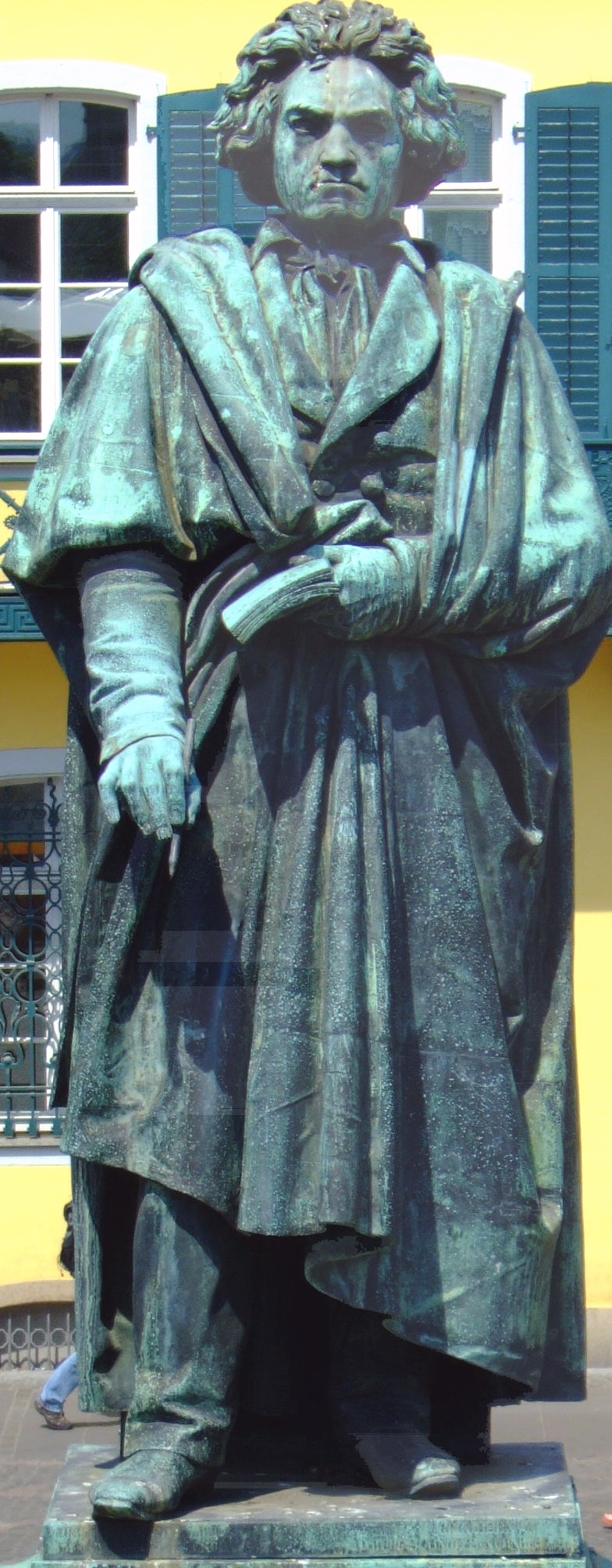
Beethoven-Denkmal in Bonn

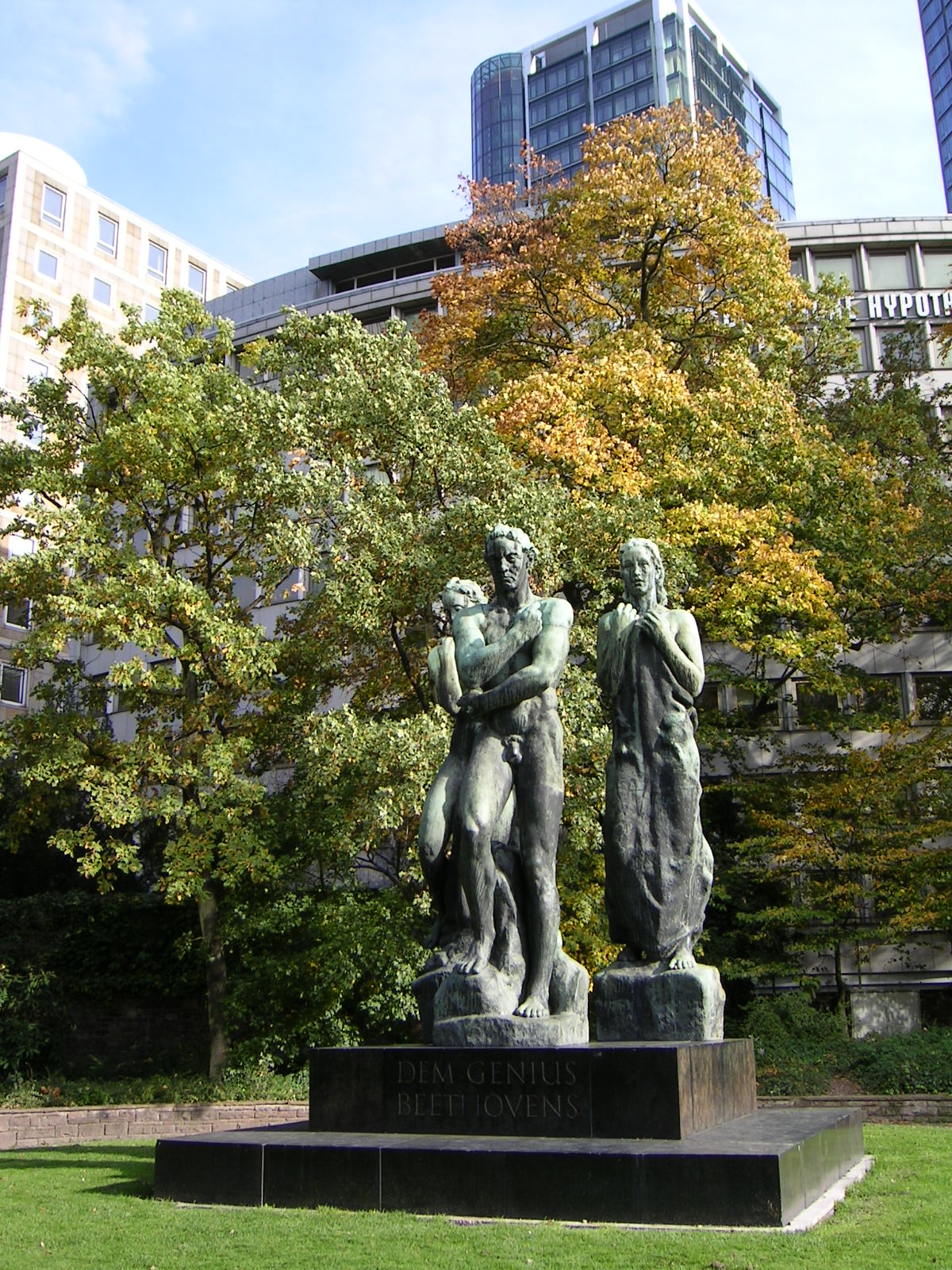
Beethoven-Denkmal in Frankfurt am Main

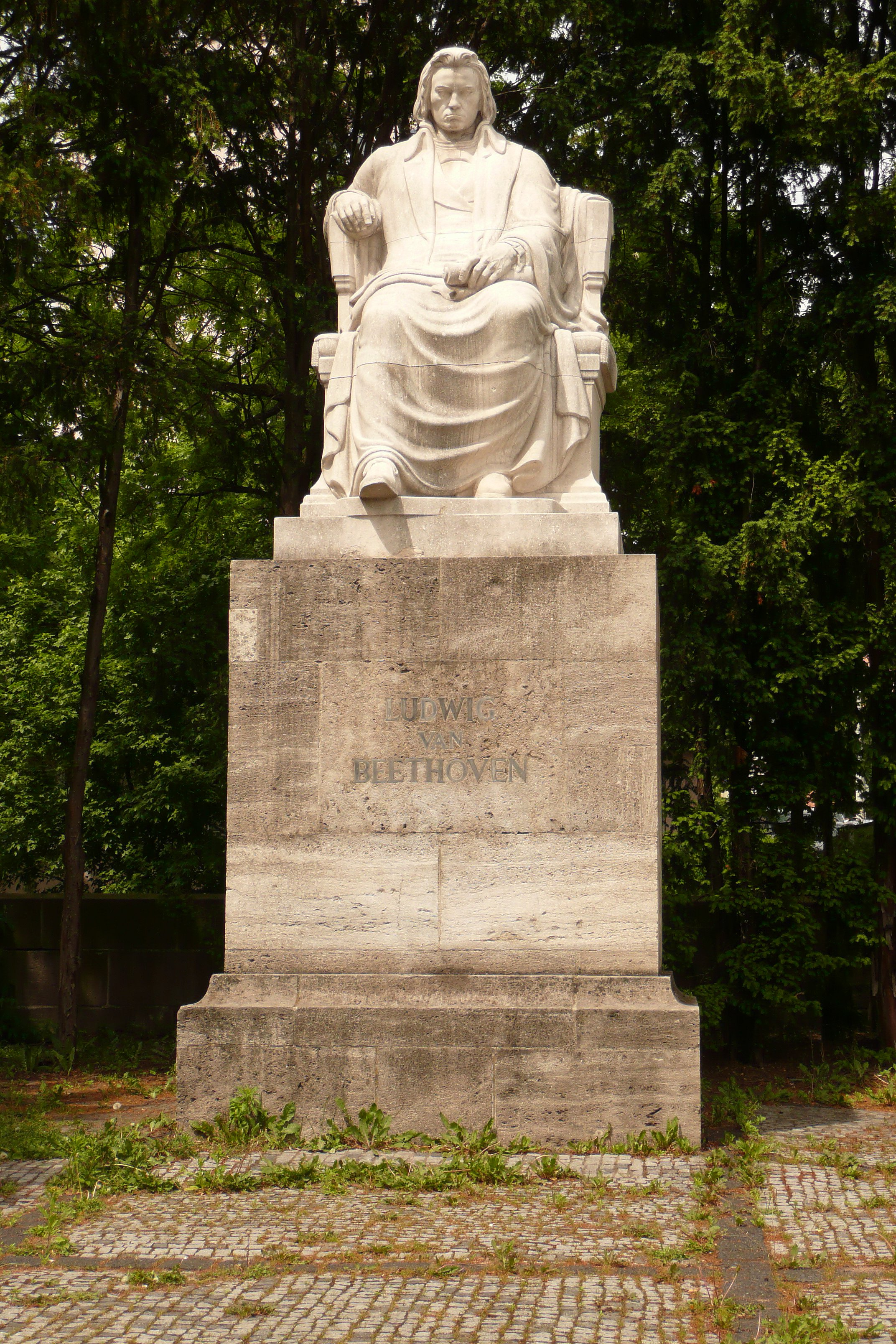
Beethoven-Denkmal in Nürnberg

Im 19. Jahrhundert bedeuteten Beethovens Werke (bzw. eine bestimmte Auswahl von Hauptwerken) der Musikwelt vielfach den Gipfel der Tonkunst. Heute gilt Beethoven als der Vollender der Wiener Klassik und Wegbereiter der Romantik. Insbesondere in den für die Epoche der Wiener Klassik grundlegenden Formen der Sinfonie, der Klaviersonate und des Streichquartetts hat er Werke geschaffen, deren musikgeschichtlicher Einfluss kaum zu übertreffen ist. So legte Beethoven beispielsweise wichtige Grundsteine für die weitgehende sinfonische Durchdringung der Solokonzerte in der weiteren Musikgeschichte.
In der Sonatensatzform verlegte er den Schwerpunkt auf die Durchführung und erreichte durch konsequente motivische Arbeit ein besonderes Ausmaß an strukturellem Zusammenhalt. Haydns und Mozarts Konzepte von individualisierten Instrumentalstimmen in einer prozesshaften Form entwickelte Beethoven weiter im Sinne einer dem Ideengehalt angemessenen Dynamisierung der Form, die nun größere Dimensionen in Anspruch nimmt. Gegenüber dem höfisch-aristokratische Menuett bevorzugte Beethoven ein auch ernstes Scherzo in großenteils schnellen und sehr schnellen Tempi, das Tanzrhythmen vermeidet; das Finale, vor Beethoven meist heiter und lebhaft verlaufender Ausgang, konnte bei ihm zum Zielpunkt der Entwicklung des ganzen Werks werden und unter Umständen auch den ersten Satz an Ausdehnung und Gewicht übertreffen.
Wesentliche Neuerung war zudem die Einheit eines zusammenfassenden Gedankens. Was er in einzelnen Werken (z. B. in den Klaviersonaten Pathétique und Les Adieux, in der Eroica und in der Pastoral-Sinfonie) schon durch den Titel deutlich machte, lässt sich auf die Mehrzahl seiner Instrumentalwerke anwenden: dass die in den einzelnen Teilen dargestellten Seelenzustände in einer inneren Beziehung zueinander stehen.
Seine Skizzenbücher zeigen, mit wie viel unermüdlicher Arbeit und wiederholten Versuchen er seinen Werken die Gestalt zu geben suchte, in der sie ihn schließlich befriedigten. Man staunt, wie O. Jahn schrieb:

„… über seine Art, nicht bloß einzelne Motive und Melodien, sondern die kleinsten Elemente derselben hin und her zu wenden und zu rücken und aus allen denkbaren Variationen die beste Form hervorzulocken; man begreift nicht, wie aus solchem musikalischen Bröckelwerk ein organisches Ganzes werden könne … Und machen diese Skizzen nicht selten den Eindruck unsichern Schwankens und Tastens, so wächst nachher wieder die Bewunderung vor der wahrhaft genialen Selbstkritik, die, nachdem sie alles geprüft, schließlich mit souveräner Gewißheit das Beste behält.“

### Bonner Zeit
Die frühen, noch in der Bonner Zeit entstandenen Werke Beethovens umfassen zehn heute bekannte Kompositionen aus dem Zeitraum 1782–1785. Sie wurden, im Bemühen, ihn zu einem Wunderkind zu stilisieren, fast alle veröffentlicht. Außerdem sind etwa dreißig Werke aus den Jahren 1787–1792 bekannt, von denen damals jedoch nur eines veröffentlicht wurde. Viele davon arbeitete Beethoven in spätere Werke ein. Die Stücke des ersten Zeitraums waren noch stark vom Stil Neefes und Sterkels geprägt und orientierten sich am Vorbild Mozarts. Die späteren Bonner Jahre brachten eigenständigere Lieder, Kantaten, Arien und Variationen, die in manchen Fällen bereits den analytisch arbeitenden Komponisten späterer Zeit erahnen ließen. Die Werke im Sonatenstil sind dagegen wenig eindrucksvoll und blieben in großen Teilen Fragment; diese für den späteren Beethoven so wichtige Form hat er sich erst in der Wiener Zeit angeeignet.
Seine frühen Werke erschienen im Original bei Heinrich Philipp Bossler im Musikverlag. Der junge Beethoven hat sich erste musikalische Impressionen aus der von Boßler herausgegebenen Blumenlese für Klavierliebhaber eingeholt. Seine ersten Kompositionen erschienen 1783 ebenfalls in der Blumenlese. Später übernahm der Impresario und Musikverleger Boßler die Gestaltung des Originals von Beethovens Kurfürsten-Sonaten. Dieser Druck blieb bis 1828 der einzig vorliegende der Sonaten.

### Erste Epoche des individuellen Schaffens
Sie begann mit der Herausgabe der ersten drei Klaviertrios op. 1 (1795) und endete etwa mit den Jahren 1800–1802. Die 1. Sinfonie gehört dazu. Im Alter von 29 Jahren nahm Beethoven sie in Angriff und vollendete sie am Anfang des darauffolgenden Jahres. Sie wurde mit großem Erfolg am 2. April 1800 uraufgeführt. Bahnbrechend in dieser Zeit waren die Klavierkompositionen, sowohl in der Form des Konzerts als auch der Sonate und Variation, nicht nur in der Technik, sondern auch im Zuschnitt der Sätze und des Ganzen.

### Zweite Schaffensperiode
Sie begann etwa in den Jahren 1800–1802 und dauerte bis 1814. Hierher gehören vor allem Sinfonien und Klaviersonaten.

#### EroicaundFidelio
Mit der 3. Sinfonie fand Beethoven zur Form einer eher monumentalen und heroischen Sinfonie. Ursprünglich trug sie den Titel Sinfonia grande, intitolata Bonaparte (benannt nach Napoleon). Nachdem er erfuhr, dass Napoleon sich am 18. Mai 1804 zum französischen Kaiser gemacht hatte, radierte er jedoch – so eine Anekdote – in großer Wut den Namen aus dem Titelblatt. Seine neue Überschrift hieß nun Heroische Sinfonie, komponiert um das Andenken eines großen Mannes zu feiern. Heute wird sie meistens mit ihrem italienischen Titel Eroica genannt. Uraufgeführt wurde sie im August 1804 im Wiener Palais des Fürsten Franz Joseph Maximilian von Lobkowitz, dem sie nun auch gewidmet war.
1805 wurde Beethovens einzige Oper uraufgeführt. Sie hatte, wie auch viele andere Werke, etliche Überarbeitungen erlebt und hieß ursprünglich Leonore. In der dritten Fassung als Fidelio (mit der E-Dur-Ouvertüre) kam sie 1814 auf die Bühne. Beethoven hat mit ihr keine neuen Wege dramatischer Gestaltung beschritten. Ihre besondere Stellung hat sie nach wie vor durch den reichen und tiefen, menschlich interessanten und berührenden Stoff und die Qualität ihrer Musik.

#### Sinfonien Nr. 5 c-Moll, Nr. 6 F-Dur und Nr. 7 A-Dur

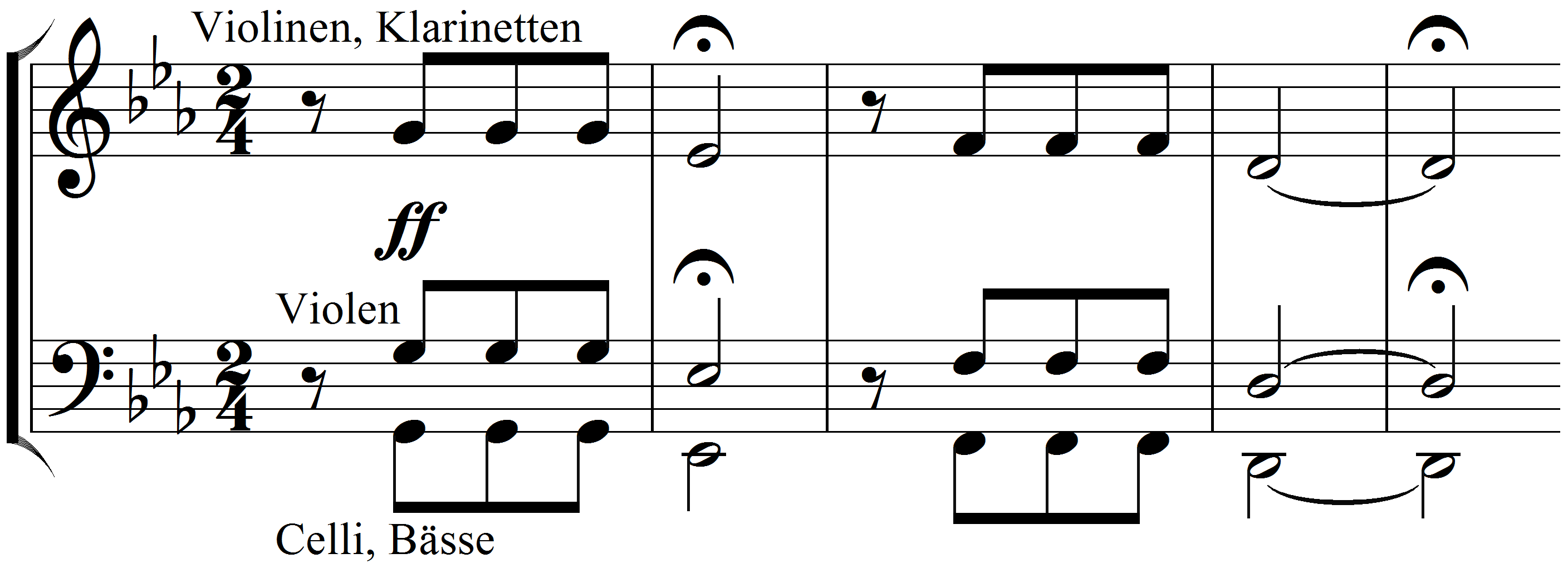
Anfang der 5. Sinfonie

Beethovens 5. Sinfonie wird auch Schicksalssinfonie genannt. Sie entstand in einer schweren Lebensphase des Komponisten. Über die markanten vier Anfangstöne soll Beethoven gesagt haben: „So pocht das Schicksal an die Pforte“. Allerdings wurde dies von Musikhistorikern als spätere legendarische Zuschreibung verworfen. Am 22. Dezember 1808 wurde sie zusammen mit der 6. Sinfonie (Pastorale), dem vierten Klavierkonzert und Teilen der C-Dur-Messe uraufgeführt.
Die Pastorale ist nicht im eigentlichen Sinne Programmmusik, wie sie fälschlich oft bezeichnet wird, sondern nach Beethovens eigener Aussage „mehr Ausdruck der Empfindung als Malerei“. Damit befindet sich die Sinfonie immer noch auf dem Boden der Klassik. Franz Liszt, der die ersten sinfonischen Dichtungen schrieb, bezog sich bei der Entwicklung dieses neuen Genres vielmehr auf die Ouvertüren Beethovens, wie etwa Coriolan oder König Stephan. Allerdings stellte die naturbezogene Thematik der Pastorale ein Grundelement der folgenden Epoche der Romantik dar, der Epoche sinfonischer Dichtungen schlechthin. Ebenso legte die Kunst der Romantik den Akzent auf das Innerste des Menschen, also sein Empfinden und seine Gesinnung. Unter dem Gesichtspunkt, den wahrscheinlich auch Beethoven für seine Pastorale eingenommen hatte, könnte diese sehr wohl als Romantikvorläuferin betrachtet werden. Dafür spricht die Formerweiterung auf fünf Sätze ebenso wie der Einbezug von Instrumenten (z. B. Piccoloflöte), die im klassischen Sinfonieorchester nicht heimisch sind. Dies sind klar auf die Romantik hinweisende Neuerungen, die in der triumphalen 9. Sinfonie noch wesentlich deutlicher werden. Außerdem sind auch einige der in der Pastorale verwendeten „programmmusikalischen“ Topoi („Sturm“ etc.) in der Romantik gerne aufgegriffen worden.
In der 1812 beendeten 7. Sinfonie A-Dur op. 92 nimmt Beethoven musikalisch bereits die späteren antinapoleonischen Befreiungskriege vorweg. Sie entfachte bei der Uraufführung im Dezember 1813 eine riesige Euphorie unter den Zuhörern. Diese Sinfonie zeichnet sich durch einen gewissen Patriotismus aus und deutet nicht so deutlich auf die kommende Epoche der Romantik hin wie die Vorgänger-Sinfonien. Dennoch sind harmonische und polyphone Neuerungen in dem Werk deutlich zu spüren. Zentraler Satz des Werkes ist unüblicherweise der zweite, das Allegretto. Es ist von einem feierlich schreitenden Rhythmus geprägt, „wie ein endloser Trauerzug von Millionen“. Er ist nach den Worten Beethovens denjenigen gewidmet, „die uns so viel geopfert haben“.

### Letzte Schaffensperiode
In den Jahren 1814 bis 1818 erlahmte Beethovens Produktion vorübergehend. In diesem Zeitraum entstanden nur einzelne größere Kompositionen, z. B. die Klaviersonate A-Dur op. 101 (1815) und der Liederkreis. Krankheit und bitteres häusliches Leid hemmten seine Phantasie. Nach Überwindung dieser Zeit der Entmutigung war er in mancher Beziehung verändert. Sein Empfinden war bei völliger Abgeschlossenheit gegen die Außenwelt noch mehr verinnerlicht, infolgedessen der Ausdruck häufig noch ergreifender und unmittelbarer als früher, dagegen die Einheit von Inhalt und Form mitunter nicht so vollendet wie sonst, sondern von einem subjektiven Moment beeinflusst.
Die Hauptwerke dieser dritten Epoche sind die Missa solemnis (1818–1823), die Beethoven selbst für sein vollendetstes Werk hielt, und die neunte Sinfonie in d-Moll (1823–1824). Außerdem gehören zu dieser Zeit: die Ouvertüre Zur Weihe des Hauses, Op. 124 (1822), die Klaviersonaten Op. 106 in B-Dur (1818), Op. 109 in E-Dur, Op. 110 in As-Dur (1821) und Op. 111 in c-Moll (1822), die Diabelli-Variationen, mehrere kleinere Stücke für Klavier und Gesang und schließlich die letzten großen Streichquartette Op. 127 in Es-Dur (1824), Op. 130 in B-Dur und Op. 132 in a-Moll (1825), Op. 131 in cis-Moll und Op. 135 in F-Dur (1826). Die späten Streichquartette gehen auf Beethovens Beschäftigung mit den Kompositionstechniken Johann Sebastian Bachs zurück, speziell seine Fugentechniken. Trotzdem weisen diese Stücke nicht in die Vergangenheit, sondern weit in die Zukunft. Speziell sein Op. 133 (Große Fuge) war für seine Zeit außerordentlich modern und wurde im gesamten 19. Jahrhundert kaum verstanden. Marcel Proust erwähnt die späten Streichquartette Nrn. 12, 13, 14, 15 in seinem Roman Auf der Suche nach der verlorenen Zeit mit der Bemerkung, „es waren Beethovens Quartette, die fünfzig Jahre brauchten, um ein Publikum zu gebären und großzuziehen, das … in der Lage war, sie zu lieben“. Viele Entwürfe, darunter der zu einer zehnten Sinfonie in Es-Dur und zu einem Streichquintett in C-Dur, befanden sich im Nachlass des Komponisten.

#### 9. Sinfonie
1824 vollendete Beethoven die 9. Sinfonie. Der letzte Satz mit dem Chorfinale zu Schillers Gedicht An die Freude ist besonders bekannt. Das Thema dieses Satzes ist die Grundlage der Europahymne. Die Sinfonie drückt das Ringen eines Menschenherzens aus, das sich aus Mühen und Leiden nach dem Tag reiner Freude sehnt, der ihm doch in voller Klarheit und Reinheit nicht beschieden ist. Die ersten drei Sätze mit ihrer grandiosen Architektur, Instrumentierung und Themenverarbeitung wurden richtungsweisend für die Sinfoniker der Romantik bis hin zu Gustav Mahler. Die Uraufführung der 9. Sinfonie erfolgte zusammen mit Teilen der Missa solemnis am 7. Mai 1824. Beethoven wollte, obwohl er die Aufführung nicht mehr selbst leiten konnte, den Dirigenten durch Angabe der Tempi unterstützen. Das Orchester war allerdings angewiesen worden, dies nicht zu beachten.

#### Sinfonie Nr. 10
Beethoven hat noch kurz vor seinem Tod an seiner 10. Sinfonie gearbeitet, diese aber nicht vollendet. Vom ersten Satz existieren viele Skizzen und Notizen. Barry Cooper hat diese Skizzen zu einem ersten Satz ausgearbeitet. Auch zu einem dritten Satz, einem mit Presto betitelten kraftvollen Scherzo, existieren Skizzen aus dem Jahr 1825. Am 9. Oktober 2021 wurde eine mit Hilfe von künstlicher Intelligenz „fertiggestellte“ Version dieser 10. Sinfonie durch das Beethoven Orchester Bonn unter Leitung von Dirk Kaftan uraufgeführt.

### Beethovens Hammerklaviere
Beethoven besaß im Laufe seines Lebens einige Klaviere, die in einer Umbruchszeit des Klavierbaus erbaut wurden. Die während Beethovens Jugendzeit in Bonn entstandenen Werke wurden auf dem Cembalo, dem Clavichord und der Orgel gespielt. Seine Werke aus der Wiener Zeit waren für Hammerflügel des späten 18. und frühen 19. Jahrhunderts komponiert, die sich erheblich von heutigen Konzertflügeln unterscheiden: kleinere, mit Leder überzogene Hammerköpfe; dünnere Saiten; gerade Besaitung; Holz- statt Metallrahmen, dadurch leiser; langsamere „Wiener Mechanik“; deutlich kürzere Nachhallzeit bei Aufhebung der Dämpfung. Beethovens erste Instrumente besaßen keine Pedale; die Dämpfungsaufhebung erfolgte bis 1803 mittels eines Kniehebels.
In seinen frühen Werken rechnete Beethoven mit einem Tastaturumfang von fünf Oktaven (F1 bis f3). Bei transponierten Parallelstellen erwies sich dies gelegentlich als Einschränkung. Von 1804 an erweiterte er den Ambitus gelegentlich um eine Oktave aufwärts bis f4. Für die letzten Sonaten wird ein Klaviaturumfang von sechseinhalb Oktaven (C1 bis f4) vorausgesetzt.
- 1788 schenkte Graf Waldstein Beethoven einen Hammerflügel von Johann Andreas Stein.[147][148]

- Von ca. 1794 bis 1803 verwendete Beethoven auch von Anton Walter einen Flügel.  In seinen Erinnerungen erwähnt Carl Czerny, dass er einen solchen 1801 in seinem Haus gehabt habe.[149] Gegenüber den ebenfalls hochangesehenen Instrumenten von Johann Andreas Stein besitzen die Hammerklaviere von Walter einen fülligeren Klang, der durch die Verwendung größerer Hammerköpfe, eines stärkeren Saitenbezugs und entsprechender Stegmensuren erreicht wurde.[150][151]

- 1796 spielte Beethoven bei einem Konzert in Preßburg einen Flügel von Frère et Sœur Stein, den Nannette Streicher und ihr Bruder André Stein in Wien erbaut hatten.[152] In einem Brief an Andreas Streicher, den Ehemann von Nannette Streicher, schrieb Beethoven: „Ich habe Ihr Fortepiano vorgestern erhalten. Es ist wirklich wunderbar, jeder andere hätte es für sich behalten wollen… “[153]

- 1796 machte Beethoven in einem Brief an den Klavierbauer Andreas Streicher deutlich, dass ihm die Klaviere klanglich vielfach noch zu harfenähnlich wären, Streicher aber mit seiner Bauweise einer von wenigen sei, die „einsehen und fühlen, dass man auf dem Klavier auch singen könne, sobald man nur fühlen kann.“[154]

- 1802 begehrt Beethoven ein Klavier von Anton Walter mit einem „Una-Chorda-Zug“,[155] den er aber wohl nicht erhalten hat.[144]

- 1803 erhielt Beethoven einen Hammerflügel von Sébastien Érard aus Paris mit der Seriennummer 133, für den er 1500 Francs bezahlte.[156] Érards Instrument besitzt einen dreichörigen Saitenbezug und ein Una-Corda-Pedal, mit dessen Hilfe das einsaitige, zweisaitige oder dreisaitige Anschlagen der Hämmer möglich ist, weshalb Beethoven seine späteren Klavierwerke mit ausführlichen Pedalanweisungen versah.[157][158] Im Gegensatz zu den Wiener Instrumenten mit Prellmechanik verfügt dieses über eine sogenannte englische Mechanik, also eine Stoßmechanik, die ganz andere Anforderungen an Beethoven stellte.[159] Nach William Newman war Beethoven von Anfang an mit diesem Instrument unglücklich, da er die englische Mechanik als unerträglich schwer empfand.[160] Das Instrument ist seit 1845 im Besitz des Oberösterreichischen Landesmuseums in Linz.[161]

- 1804 spielte Beethoven während eines längeren Aufenthaltes in Oberdöbling einen Flügel von André Stein.[144][162]

- 1810 bestellte Beethoven einen Hammerflügel bei Andreas und Nannette Streicher.[163][164]

- 1817 orderte Beethoven ein weiteres Instrument bei Nannette Streicher, kaufte es aber nicht.[144][165]

- 1818 erhielt Beethoven einen englischen Flügel von Thomas Broadwood mit sechs Oktaven als Geschenk,[166] Beethoven ließ ihn mehrfach umbauen und war scheinbar dennoch nie zufrieden mit ihm.[144] Er behielt ihn entweder bis 1825[167] oder bis zu seinem Tod im Jahr 1827 in seinem Schwarzsparnierhaus, wie eine Radierung von Gustav Leybold nahelegt.[168] Später war das Instrument im Besitz von Franz Liszt und steht heute im Liszt-Museum in Budapest.[169]

- 1826 bekam Beethoven einen vierchörigen Hammerflügel von Conrad Graf mit 6 ½ Oktaven als Leihinstrument.[170] Das Instrument konnte ein-, zwei-, drei- oder viersaitig gespielt werden, wodurch eine quasi stufenlose Lautstärkeregulierung möglich wurde. Beethoven hat das Instrument in doppeltem Sinne jedoch niemals gehört: Conrad Graf blieb Eigentümer und Beethoven war taub.[144] Daher scheidet es als Referenzinstrument für seine Werke aus.[171] Nach dem Tod des Komponisten wurde der Flügel an die Familie Wimmer verkauft.[172] 1889 wurde das Instrument vom Beethoven-Haus in Bonn erworben.[173]

## Schüler
- Carl Czerny
- Ferdinand Ries
- Rudolf von Österreich-Toskana

## Werke (Auswahl)
(WoO = Werk ohne Opuszahl)

### Orchesterwerke
Sinfonien:
- 1. Sinfonie C-Dur op. 21 (1799/1800), UA 2. April 1800
- 2. Sinfonie D-Dur op. 36 (1802), UA 5. April 1803
- 3. Sinfonie Es-Dur op. 55 „Eroica“ (1803/1804), UA 7. April 1805
- 4. Sinfonie B-Dur op. 60 (1806), UA 15. November 1807
- 5. Sinfonie c-Moll op. 67 [„Schicksalssinfonie“] (1800–1808), UA 22. Dezember 1808
- 6. Sinfonie F-Dur op. 68 „Pastorale“ (1807/1808), UA 22. Dezember 1808
- 7. Sinfonie A-Dur op. 92 (1811/1812), UA 8. Dezember 1813
- 8. Sinfonie F-Dur op. 93 (1811/1812), UA 27. Februar 1814
- 9. Sinfonie d-Moll op. 125 mit Schlusschor über Friedrich Schillers Gedicht An die Freude (1815–1824), UA 7. Mai 1824
- Wellingtons Sieg op. 91, 1813

Klavierkonzerte:
- Konzert für Klavier und Orchester WoO 4 Es-Dur, 1784 (Jugendwerk)
- Klavierkonzert Nr. 1 C-Dur op. 15, 1795–1801
- Klavierkonzert Nr. 2 B-Dur op. 19, 1788–1801
- Klavierkonzert Nr. 3 c-Moll op. 37, 1800–1803
- Klavierkonzert Nr. 4 G-Dur op. 58, 1804–1807
- Klavierkonzert Nr. 5 Es-Dur op. 73, 1809

Weitere konzertante Werke:
- Romanze für Violine und Orchester G-Dur op. 40, veröff. 1803
- Romanze für Violine und Orchester F-Dur op. 50, veröff. 1805
- Violinkonzert D-Dur op. 61, 1806
  - Auch als Bearbeitung zum Klavierkonzert vorhanden (op. 61a)
- Tripelkonzert für Klavier, Violine und Violoncello C-Dur op. 56, 1804–1805
- Konzert für Oboe und Orchester F-Dur Hess 12
- Chorfantasie: c-Moll op. 80 für Klavier, Chor und Orchester, 1808–1809

Ouvertüren:
- Coriolan-Ouvertüre c-Moll op. 62, 1807
- Ouvertüre Zur Namensfeier op. 115, 1815
- Leonoren-Ouvertüre Nr. 1, op. 138; komponiert 1807 für eine geplante Aufführung in Prag

### Oper und andere Bühnenwerke
Oper:
- Leonore (1. Version, komp. 1804/1805, UA: 1805; Libretto von J.v. Sonnleithner, 3 Akte, 19 Gesangs- und Musiknummern, eröffnet mit Leonoren-Ouvertüre Nr. 2)
- Leonore (2. Version, komp. 1805/1806, UA: 1806; Libretto revidiert von St.v. Breunig, 2 Akte, 18 Gesangs- und Musiknummern, eröffnet mit Leonoren-Ouvertüre Nr. 3)
- Fidelio (3. Version der Leonore, komp. 1814, UA: 1814; Libretto revidiert von Fr. Treitschke, 2 Akte, 17 Gesangs- und Musiknummern, eröffnet mit der Fidelio-Ouvertüre.)

Ballette:
- Musik zu einem Ritterballett WoO 1, 1790–1791
- Die Geschöpfe des Prometheus op. 43, 1800–1801

Bühnenmusiken:
- Musik zu Goethes Trauerspiel Egmont op. 84, 1810
- Die Ruinen von Athen op. 113, 1811
- König Stephan op. 117, 1811
- Die Weihe des Hauses op. 124, 1822
- Leonore Prohaska WoO 96, 1815 (siehe auch Eleonore Prochaska)

### Vokalwerke

#### Oratorium
- Christus am Ölberge op. 85 (1803)

#### Messen
- Messe in C-Dur op. 86 (1807)
- Missa solemnis D-Dur op. 123 (1819–1823)
Zur Inthronisation seines Schülers und Förderers Erzherzog Rudolf, Kardinalerzbischof von Olmütz.

#### Kantaten
- Kantate auf den Tod Kaiser Josephs II. (WoO 87), 1790
- Kantate auf die Erhebung Leopolds II. zur Kaiserwürde (WoO 88), 1790
- Meeresstille und glückliche Fahrt für 4 Singstimmen mit Orchester op. 112 (1815)
Nach Gedichten von Johann Wolfgang von Goethe.
- Der glorreiche Augenblick, Kantate für 4 Solostimmen, Chor und Orchester, op. 136 (Sept.–Nov. 1814)

#### Lieder
- Schilderung eines Mädchens WoO 107
- An einen Säugling WoO 108
- Der freie Mann WoO 117
- Acht Lieder op. 52
Urians Reise um die Welt, Feuerfarb’, Das Liedchen von der Ruhe, Maigesang, Mollys Abschied, Die Liebe, Marmotte, Das Blümchen Wunderhold
- Ich liebe dich so wie du mich WoO 123
- La partenza WoO 124
- Adelaide op. 46
- Abschiedsgesang an Wiens Bürger WoO 121
- Kriegslied der Österreicher WoO 122
- Opferlied WoO 126
- Neue Liebe, neues Leben WoO 127 (1. Fassung)
- La tiranna WoO 125
- VI Lieder von Gellert op. 48
Bitten, Die Liebe des Nächsten, Vom Tode, Die Ehre Gottes aus der Natur (Die Himmel rühmen), Gottes Macht und Vorsehung, Bußlied
- Lebensglück op. 88
- Der Wachtelschlag WoO 129
- An die Hoffnung op. 32 (1. Vertonung)
- Elegie auf den Tod eines Pudels WoO 110
- Als die Geliebte sich trennen wollte (Empfindungen bei Lydiens Untreue) WoO 132
- In questa tomba oscura WoO 133
- Sehnsucht WoO 134 (4 Vertonungen)
- Andenken WoO 136
- Der Jüngling in der Fremde WoO 138
- Lied aus der Ferne (gleicher Klavierpart wie Der Jüngling in der Fremde WoO 138)
- Gesang aus der Ferne WoO 137
- Der Liebende WoO 139
- Sechs Gesänge op. 75
Kennst du das Land, Neue Liebe, neues Leben (2. Fassung), Aus Goethes Faust (Flohlied des Mephisto), Gretels Warnung, An den fernen Geliebten, Der Zufriedene
- Vier Arietten und ein Duett op. 82
Dimmi, ben mio, che m’ami, T’intendo sì, mio cor, L’amante impaziente (Arietta buffa), L’amante impaziente (Arietta assai seriosa), Odi l’aura che dolce sospira
- Drei Gesänge von Goethe op. 83
Wonne der Wehmut, Sehnsucht, Mit einem gemalten Band
- An die Geliebte (1. Fassung)
- An die Geliebte WoO 140 (3. Fassung)
- Der Bardengeist WoO 142
- Des Kriegers Abschied WoO 143
- Merkenstein WoO 144 (1. Vertonung)
- Merkenstein op. 100 (2. und 3. Vertonung)
- Das Geheimnis WoO 145
- An die Hoffnung op. 94 (2. Vertonung)
- Sehnsucht WoO 146
- An die ferne Geliebte. Ein Liederkreis von Aloys Jeitteles op. 98
Auf dem Hügel sitz’ ich, spähend, Wo die Berge so blau, Leichte Segler in den Höhen, Diese Wolken in den Höhen, Es kehret der Maien, es blühet die Au, Nimm sie hin denn, diese Lieder
- Der Mann vom Wort op. 99
- Ruf vom Berge WoO 147
- So oder so WoO 148
- Resignation WoO 149
- Abendlied unterm gestirnten Himmel WoO 150
- Ariette (Der Kuß) op. 128
- O sanctissima („O du fröhliche“) WoO 157, Nr. 4[174]
- Aus den Liedern verschiedener Völker WoO 158
- Zahlreiche Volkslied-Bearbeitungen

### Klavierwerke
Im Mittelpunkt seines Schaffens stehen die 32 Sonaten für Klavier. Außerdem schrieb er Variationen über fremde und eigene Themen, von denen die Diabelli-Variationen zu den bedeutendsten Klavierwerken zählen.
Unter den zahlreichen Klavierstücken sind die drei Bagatellensammlungen op. 33, op. 119 und op. 126 besonders bedeutend. Populär sind vor allem das Albumblatt Für Elise und das Rondo Die Wut über den verlorenen Groschen (op. 129).

### Kammermusik

#### Streichtrios
- Streichtrio Es-Dur op. 3 (1792)
- Serenade D-Dur op. 8 (1797)
- Drei Trios op. 9 (1796–1798)
  - Op. 9 Nr. 1 G-Dur
  - Op. 9 Nr. 2 D-Dur
  - Op. 9 Nr. 3 c-Moll

#### Streichquartette
- Sechs Streichquartette op. 18
  - Streichquartett Nr. 1 F-Dur op. 18 Nr. 1
  - Streichquartett Nr. 2 G-Dur op. 18 Nr. 2
  - Streichquartett Nr. 3 D-Dur op. 18 Nr. 3
  - Streichquartett Nr. 4 c-Moll op. 18 Nr. 4
  - Streichquartett Nr. 5 A-Dur op. 18 Nr. 5
  - Streichquartett Nr. 6 B-Dur op. 18 Nr. 6
- Drei Streichquartette op. 59 Rasumovsky-Quartette
  - Streichquartett Nr. 7 F-Dur op. 59 Nr. 1
  - Streichquartett Nr. 8 e-Moll op. 59 Nr. 2
  - Streichquartett Nr. 9 C-Dur op. 59 Nr. 3
- Streichquartett Nr. 10 Es-Dur op. 74 Harfenquartett
- Streichquartett Nr. 11 f-Moll op. 95
- Streichquartett Nr. 12 Es-Dur op. 127
- Streichquartett Nr. 13 B-Dur op. 130
- Streichquartett Nr. 14 cis-Moll op. 131
- Streichquartett Nr. 15 a-Moll op. 132
- Große Fuge B-Dur op. 133
- Streichquartett Nr. 16 F-Dur op. 135

#### Klavierquartette
- 3 Klavierquartette WoO 36 (1785)
  - Nr. 1 Es-Dur
  - Nr. 2 D-Dur
  - Nr. 3 C-Dur

#### Klaviertrios
- Trio für Klavier, Flöte und Fagott WoO 37 (um 1783)
- Triosatz Hess 48 Es-Dur (circa 1790–1792)

- Trio WoO 38 Es-Dur (1791)

- 3 Trios op. 1 (1795), dem Fürsten Karl von Lichnovsky gewidmet
  - Op. 1 Nr. 1 Es-Dur
  - Op. 1 Nr. 2 G-Dur
  - Op. 1 Nr. 3 c-Moll

- Gassenhauer-Trio op. 11 B-Dur (1798) für Klavier, Violine/Klarinette und Violoncello, der Gräfin Maria Wilhelmine von Thun gewidmet

- Variationenzyklus über ein eigenes Thema op. 44 Es-Dur (1800)

- 2 Trios op. 70 (1808), der Gräfin Marie von Erdödy gewidmet
  - Geistertrio op. 70 Nr. 1 D-Dur
  - Op. 70 Nr. 2 Es-Dur

- Trio op. 97 B-Dur (1811), dem Erzherzog Rudolph von Österreich gewidmet

- Trio op. 121a g-Moll/G-Dur (komp. 1803?/rev. 1816) – Variationen über Wenzel Müllers Lied Ich bin der Schneider Kakadu

- Triosatz WoO 39 B-Dur (1812), Maximiliane Brentano gewidmet

Bearbeitungen von Beethovens Hand:
- Trio op. 38 für Klavier, Klarinette/Violine und Violoncello (1802/1803), Bearbeitung des Septetts op. 20
- Bearbeitung der zweiten Sinfonie op. 36 für Klaviertriobesetzung (1805)

#### Violinsonaten
- 3 Sonaten op. 12 (1797/1798), Antonio Salieri gewidmet
  - Sonate Nr. 1 in D-Dur op. 12 Nr. 1
  - Sonate Nr. 2 in A-Dur op. 12 Nr. 2
  - Sonate Nr. 3 in Es-Dur op. 12 Nr. 3

- Sonate Nr. 4 in a-Moll op. 23 (1800/1801), dem Grafen Moritz von Fries gewidmet

- Sonate Nr. 5 in F-Dur op. 24 (1800/1801) Frühlingssonate, dem Grafen Moritz von Fries gewidmet

- 3 Sonaten op. 30 (1802), dem Zaren Alexander I. von Russland gewidmet
  - Sonate Nr. 6 in A-Dur op. 30 Nr. 1
  - Sonate Nr. 7 in c-Moll op. 30 Nr. 2
  - Sonate Nr. 8 in G-Dur op. 30 Nr. 3

- Sonate Nr. 9 in A-Dur op. 47 (1803) Kreutzersonate, Rodolphe Kreutzer gewidmet

- Sonate Nr. 10 in G-Dur op. 96 (1812), dem Erzherzog Rudolph von Österreich gewidmet

#### Violoncellosonaten und Variationen
- 2 Sonaten op. 5 (1796), dem König Friedrich Wilhelm II. von Preußen gewidmet
  - Op. 5 Nr. 1 F-Dur
  - Op. 5 Nr. 2 g-Moll

- Sonate A-Dur op. 69 (1808), dem Baron Ignaz von Gleichenstein gewidmet

- 2 Sonaten op. 102 (1815), der Gräfin Marie v. Erdödy gewidmet
  - Op. 102 Nr. 1 C-Dur
  - Op. 102 Nr. 2 D-Dur

- Variationen für Klavier und Violoncello
  - Zwölf Variationen über ein Thema aus Händels Oratorium Judas Maccabaeus G-Dur Kinsky-Halm WoO 45 (1796), der Fürstin Christiane von Lichnowsky gewidmet
  - Zwölf Variationen über das Thema Ein Mädchen oder Weibchen aus Mozarts Oper Die Zauberflöte F-Dur op. 66 (1798)
  - Sieben Variationen über das Thema Bei Männern, welche Liebe fühlen aus Mozarts Oper Die Zauberflöte Es-Dur Kinsky-Halm WoO 46 (1801), dem Grafen Johann Georg von Browne-Camus gewidmet

#### Weitere kammermusikalische Werke
- Sonate F-Dur für Horn und Klavier op. 17 (1800)
- Septett op. 20 Es-Dur für Klarinette, Horn, Fagott, Violine, Viola, Violoncello, Kontrabass
- Serenade für Flöte, Violine und Bratsche D-Dur op. 25
- Trio für zwei Oboen und Englischhorn op. 87
- Thema und Variationen für zwei Oboen und Englischhorn WoO 28 nach Reich mir die Hand, mein Leben aus Mozarts Don Giovanni
- Weitere Kammermusik für Streicher (und Klavier)
- 3 Equale für vier Posaunen

## Aufnahmen
- Ronald Brautigam. Ludwig van Beethoven „Complete Works for Solo Piano“. Hammerflügeln nach Anton Walter, J.A.Stein, Conrad Graf von Paul McNulty
- Malcolm Bilson, Tom Beghin, David Breitman, Ursula Dütschler, Zvi Meniker, Bart van Oort, Andrew Willis. Ludwig van Beethoven „The complete Piano Sonatas on Period Instruments“.
- Robert Levin, John Eliot Gardiner. Ludwig van Beethoven „Piano Concertos“. Hammerflügel nach Walter von Paul McNulty.
- András Schiff. Ludwig van Beethoven „Beethoven’s Broadwood Piano“.

## Datenträger
- Ludwig van Beethoven:  Meisterwerke ● 40 Stunden MP3, DVD–ROM, Aretinus Gesellschaft für Musikarchivierung mbH, Berlin 2006, ISBN 3-939107-12-3.

## Fiktionale Literatur
Ludwig van Beethovens Leben und Wirken wurde nicht nur zum Gegenstand der Musikgeschichte, sondern auch der Literatur. Franz Grillparzer verfasste die Grabrede wie das zweistrophige Gedicht Worte über Beethovens Grab zu singen. 1840 erschien die Novelle Eine Pilgerfahrt zu Beethoven, darin Richard Wagner seinem Vorbild Beethoven die eigene Opernvorstellung in den Mund legt. Heribert Rau porträtierte ihn in seinem 1859 veröffentlichten Werk Beethoven, ein Künstlerleben. 1903 heroisierte Romain Rolland in seinem psychologischen Roman Vie de Beethoven (Beethovens Leben) den Komponisten als Künstler und Kämpfer. Kurt Delbrück verfasste 1922 Die Liebe des jungen Beethoven und drei Jahre später den Roman Die letzte Liebe Beethovens. 1926 erzählte Arthur Schurig im Geschichtenband Vom Glücke Beethovens das Leben des Komponisten nach. 1927 erschien Ottokar Janetscheks Buch Der Titan, eine Nacherzählung Beethovens Leben. 1927/1931 folgte Felix Huchs zweiteiliger Historienroman Beethoven. In der zweiten Hälfte des 20. Jahrhunderts gelang Alfred Karrasch mit dem Roman Appassionata. Ein Lebensroman Beethovens ein Verkaufserfolg. 1952 erschien im Voggenreiter-Verlag die Novelle Das Godesberger Frühstück von Heinz Magka. 1973 erschien Die Mühsal eines Tages. Ein Beethoven-Roman von Joachim Kupsch; ein Jahr darauf die Sonette an Beethoven von Gustinus Ambrosi. Neben Romanen und Gedichten thematisierten zahlreiche Bühnenstücke das Leben des Komponisten.

## Filme über Beethoven
- 1909: Beethoven. Regie: Victorine-Hippolyte Jasset
- 1918: Der Märtyrer seines Herzens. Regie: Emil Justitz
- 1927: Beethoven. Regie: Hans Otto Löwenstein
- 1937: Beethovens große Liebe. Regie: Abel Gance
- 1949: Eroica. Regie: Walter Kolm-Veltée (mit Ewald Balser in der Hauptrolle)
- 1954: Ludwig van Beethoven. Regie: Max Jaap
- 1962: Schicksals-Sinfonie. Regie: Georg Tressler (mit Karlheinz Böhm in der Hauptrolle)
- 1970: Ludwig van. Regie: Mauricio Kagel
- 1976: Beethoven – Tage aus einem Leben. Regie: Horst Seemann (mit Donatas Banionis als Beethoven)
- 1985: Beethoven die ganze Wahrheit. Regie Paul Morrissey (mit Wolfgang Reichmann als Beethoven)
- 1990: Freunde, diese Töne. Regie: Klaus Lindemann (mit Mathias Herrmann in der Hauptrolle)
- 1992: Beethoven Lives Upstairs. Regie: David Devine
- 1994: Ludwig van B. – Meine unsterbliche Geliebte. Regie: Bernard Rose (mit Gary Oldman in der Hauptrolle)
- 2003: Eroica – The day that changed music forever. Regie: Simon Cellan Jones (mit Ian Hart in der Hauptrolle)
- 2006: Klang der Stille. Regie: Agnieszka Holland (mit Ed Harris in der Hauptrolle)
- 2020: Louis van Beethoven. Regie: Nikolaus Stein von Kamienski (mit Tobias Moretti, Anselm Bresgott und Colin Pütz als Beethoven in unterschiedlichem Lebensalter)[176]

## Bühnenstücke über Beethoven
- 2020: Beethoven bei Nacht (Komödie). Von Thomas Rau. Uraufführung: 28. Mai 2020, Batzdorfer Pfingstfestspiele[177]
- 2020: Looking 4 Ludwig  (Melodrama). Von Christoph Wagner-Trenkwitz und Ksenija Zadravec. Uraufführung: 19. September 2020, Theater an der Wien[178]
- 2021: Beethoven – Ein Leben (Theaterstück). Von Thomas Sutter. Uraufführung: 13. Juni 2021, Deutsche Oper Berlin[179]
- 2023: Beethoven (Musical). Buch und Liedtexte von Michael Kunze, Musik von Sylvester Levay, Inszenierung Gil Mehmert, Uraufführung: 12. Januar 2023, LG Arts Center Seoul[180]

## Philatelistisches
Mit dem Erstausgabetag 2. Januar 2020 gab die Deutsche Post AG zum 250. Geburtstag Beethovens ein Sonderpostwertzeichen im Nennwert von 80 Eurocent heraus. Der Entwurf stammt vom Grafiker Thomas Steinacker aus Bonn.
Bereits am 20. Januar 1970 erschien bei der DDR-Post eine Briefmarke aus der Serie Berühmte Persönlichkeiten.

## Beethoven als Namensgeber
Folgende Einrichtungen, Veranstaltungen und Orte wurden zu Ehren Beethovens benannt.
- Beethoven-Preis
- Beethoven-Halbinsel (Antarktis)
- Beethovenhalle (Bonn)
- Beethovenfest (Bonn)
- Beethoven-Gymnasium Bonn
- Beethoven-Gymnasium (Berlin)
- Beethovenstraße (verschiedene Städte)
- Beethoven Orchester Bonn
- Beethoven Competition Bonn for Piano
- Ludwig-van-Beethoven-Musikschule (Bonn)
- Beethoven (Asteroid)
- Beethovenfries (Monumentalgemälde von Gustav Klimt 1901/02, Wien)
- Beethovenia, eine südamerikanische Palmengattung wurde ihm zu Ehren benannt.[182]

## Biographische Quellen
- Franz Gerhard Wegeler, Ferdinand Ries: Biographische Notizen über Ludwig van Beethoven. Bädeker, Koblenz 1838.
- Franz Gerhard Wegeler: Nachtrag zu den biographischen Notizen über Ludwig van Beethoven. Bädeker, Koblenz 1845.
- Anton Schindler: Biographie von Ludwig van Beethoven. Aschendorff, Münster 1860.
- Gerhard von Breuning: Aus dem Schwarzspanierhause. Erinnerungen an L. v. Beethoven aus meiner Jugendzeit. Rosner, Wien 1874
- Arrey von Dommer: Beethoven, Ludwig van. In: Allgemeine Deutsche Biographie (ADB). Band 2, Duncker & Humblot, Leipzig 1875, S. 251–268.
- Ludwig van Beethoven: Briefwechsel. Gesamtausgabe. Hrsg. von Sieghard Brandenburg. 7 Bände. Henle, München 1996–1998.
- Karl-Heinz Köhler, Grita Herre, Dagmar Beck (Hrsg.): Ludwig van Beethovens Konversationshefte. 11 Bände. Leipzig 1972–2001.
- Maynard Solomon (Hrsg.): Beethovens Tagebuch 1812–1818. Beethoven-Haus, Bonn 2005.
- Klaus Martin Kopitz: Ein unbekanntes Gesuch Beethovens an Kaiser Franz I. In: Bonner Beethoven-Studien. Band 6 (2007), S. 101–113.
- Beethoven aus der Sicht seiner Zeitgenossen in Tagebüchern, Briefen, Gedichten und Erinnerungen. Herausgegeben von Klaus Martin Kopitz und Rainer Cadenbach, unter Mitarbeit von Oliver Korte und Nancy Tanneberger. 2 Bände. Henle, München 2009, ISBN 978-3-87328-120-2.
- Josef Niesen: Bonner Personenlexikon. 3., verbess. u. erw. Aufl. Bouvier, Bonn 2011, ISBN 978-3-416-03352-7, S. 39–42.
- Stefan Michael Newerkla: Die irischen Reichsgrafen von Browne-Camus in russischen und österreichischen Diensten. Vom Vertrag von Limerick (1691) bis zum Tod ihres Hausfreunds Ludwig van Beethoven (1827). In: Lazar Fleishman, Stefan Michael Newerkla, Michael Wachtel (Hrsg.): Скрещения судеб. Literarische und kulturelle Beziehungen zwischen Russland und dem Westen. A Festschrift for Fedor B. Poljakov (= Stanford Slavic Studies. Volume 49). Peter Lang, Berlin 2019, S. 43–68.